# سرپایان
سَرپایان (Cephalopods)، گروه مهمی از نرم‌تنان و تکامل‌یافته‌ترین آن‌ها هستند. سرپایان نام خود را مدیون پاهای تغییر شکل یافتهٔ متعدد در اطراف سر خود هستند. این جانوران که منحصراً دریایی هستند و ویژگی آن‌ها، تقارن دوطرفه، سر برجسته و مجموعه‌ای از بازوها یا شاخک‌ها است که از پای اولیه نرم‌تنان تغییر یافته‌اند. از آنجا که سرپایان قادر به ترشح مرکب از بدن خود هستند ماهیگیران به آن‌ها ماهی‌های مرکب می‌گویند.
در طبقه‌بندی جانداران، سرپایان رده‌ای در شاخهٔ نرم‌تنان به‌شمار می‌آید. به سرپایان، سرپاوَران هم گفته شده است.
از جانوران سرپاور می‌شود هشت‌پا (اختاپوس)، ماهی مرکب، ملوانک، سپیداج، سرپاور، سرپاور دم‌کل، سرپاور جهنمی، شاخ‌قوچی و تانینگیای ایرانی را نام برد.
سرپایان، شکارچیانی چابک و سریع هستند که معمولاً از طعمه زنده تغذیه می‌کنند و عمر کوتاهی دارند. این موجودات شکارگر شبانه هستند و لاروهای آن‌ها از پاروپایان و دیگر پلانکتون‌ها و خرچنگ‌های کوچک و بزرگ و صدف‌های خوراکی و حلزون‌ها و ماهی‌های کوچک تغذیه می‌کنند و اما فک، شیر دریایی، سمور آبی و همجنس‌های بزرگتر خود (با خاصیت هم‌نوع‌خواری) و… از آن‌ها تغذیه می‌کنند.
پیدایش سرپایان به دوره کامبرین برمی‌گردد، و از آن زمان، همانند دیگر نرم‌تنان، پهنهٔ سازگاری خود را با اشغال کنج‌های مناطق گوناگونی از آب‌های ساحلی، خورها، دریاهای کم‌عمق و اقیانوس‌ها گسترده ساختند. راسته‌های مختلفی از این نرم‌تنان، در گذشته‌های دور منقرض شده‌اند و خاستگاه زمانی سرپایان کنونی به دوره سیلورین برمی‌گردد. سرپایان در دوره اردویسین از جانوران چیره بر آب‌ها بودند. دو آرایه منقرض‌شده مهم شاخ‌قوچی (آمونیت‌ها) و فشنگچه (بلمنیت‌ها) هستند.
ردهٔ سرپایان اکنون شامل دو زیررده است که فقط از دور با هم مرتبط هستند: نیام‌داران، که شامل هشت‌پا، ماهی مرکب و سپیداج می‌شود؛ و ملوانک‌واران، که شامل ملوانک و دگرملوانک است. در نیام‌داران، پوسته نرم‌تنان درونی شده یا وجود ندارد، درحالی‌که در ملوانک‌واران، پوستهٔ بیرونی باقی می‌ماند. حدود ۸۰۰ گونه زنده از سرپایان شناسایی شده است. اندازه سرپایان موجود از ۱۰ میلی‌متری (۰٫۳ اینچی) تا سرپاور عظیم ۱۴ متری (۴۵٫۱ فوتی)، بزرگ‌ترین بی‌مهرگان موجود، متغیر است.
مطالعه سرپایان شاخه‌ای از نرم‌تن‌شناسی است که به نام سرپاشناسی شناخته می‌شود.

## ویژگی‌ها
رده سرپایان دارای بازو در اطراف سر خود هستند که این بازوها برای شنا، خزیدن و چسبیدن به سنگ و بدست آوردن طعمه بکار می‌رود. این بازوها به دهان آن‌ها می‌رسد و دهان در وسط این بازوها قرار دارد. در برخی از این گونه‌ها روی بازوها، کلاهک‌های مکنده وجود دارد.
این جانداران، در بالای راست‌روده خود دارای کیسه مرکب هستند که در نزدیک مخرج باز شده و هنگام خطر با انقباض از آن جوهری خارج می‌شود. این جوهر محیط را تیره و تار کرده و با این روش، سرپاوَر می‌تواند از دشمن خود فرار کنند. در برخی کونه‌ها مثل ماهی مرکب و حتی هشت‌پا، یاخته‌های رنگین ستاره‌ای‌شکل وجود دارد که تحت تأثیر هورمون‌های جنسی یا واکنش‌های عصبی به‌طور منظم منقبض و منبسط شده و رنگ حیوان را متناوباً تیره و روشن می‌سازند. جنس‌ها در سرپایان جدا از هم بوده و اما تخم‌های آن‌ها بزرگ و دارای زرده زیاد است و نوزاد آن‌ها فاقد مراحل لاروی بوده و مشابه جانور بالغ اما مینیاتوری آن می‌باشد.
از مغز سرپایان، به تعداد بازوها، عصب‌هایی خارج می‌شود و در دو طرف سر، دو چشم بزرگ با ساختار کامل وجود دارد. سرپایان دارای قلب سه‌حفره‌ای و دارای هموسیانین، یعنی مس به جای آهن در خون هستند و این امر باعث شده که رنگ خون آن‌ها به جای قرمز به صورت بی‌رنگ متمایل به آبی دیده شود. این دستگاه گردش خون، انرژی بسیاری نیاز دارد به‌طوری‌که طول عمر آن‌ها را به‌دلیل این مصرف انرژی بالا، کوتاه‌تر می‌سازد.
اندام‌های حسی سرپایان به‌ویژه چشم‌های آنها رشد زیادی نموده است و قادر به تشکیل تصویر است. اندام‌هایی برای ایجاد تعادل حرکتی به نام ترازکیسه (استاتوسیست) در بیشتر سرپایان وجود دارد و به صورت یک فرورفتگی در هر طرف مغز قرار دارد و جانور را از تغییر وضعیت خود در حرکت مطلع می‌کنند. یک تعداد یاخته‌های گیرنده تماسی و گیرنده‌های شیمیایی بر روی بازوها و بادکش‌های بدن نیز وجود دارد.
سرپایان به سرعت به تغییرات محیط زیست دریایی واکنش نشان می‌دهند، رشد سریعی دارند و معمولاً پس از یک بار تخم‌ریزی می‌میرند، اگرچه برخی محققان معتقدند که آنها چندین بار تخم‌ریزی می‌کنند.
همه نرم‌تنانی که در رده سرپایان قرار می‌گیرند، توانایی حرکت از روی مسیرهای پر پیچ و خم، تقلید از دیگر گونه‌ها، استفاده از ابزار و یادگیری از همدیگر را دارند. در این میان، سرپایان دوبازویی و ده‌پایان از جمله موجوداتی هستند که حتی می‌توانند هم‌زمان پیام‌های متناقضی را به همنوعان‌شان ارسال کنند تا به این ترتیب علیه یکی از همنوعان‌شان با دیگری متحد شوند. به این ترتیب می‌توانیم بگوییم جایگاه سرپایان در خانواده بزرگ نرم‌تنان مانند جایگاه دلفین‌ها در خانواده بزرگ آبزیان است. اما تنها تفاوت موجودات رده سرپایان با دلفین‌ها این است که دلفین‌ها مغز بزرگی دارند اما برای نمونه مغز هشت‌پاها به قدری کوچک است که نمی‌توان تصور کرد این موجودات نیز از توانمندی‌هایی شبیه به دلفین‌ها برخوردار باشند.
ماهی مرکب عمدتاً با پاهایش حرکت می‌کند و می‌تواند به کمک بیرون راندن آب از حفره پشتی خود به عقب نیز حرکت کند. همچنین، باله‌های اطراف بدنش به او کمک می‌کنند تا در آب تعادل داشته باشد و به اطراف حرکت کند. عمر ماهی مرکب معمولاً ۱ تا ۲ سال است، اما هشت‌پاها تا چندین سال نیز عمر می‌کنند.
ماهی مرکب معمولاً پس از تخم‌ریزی می‌میرد و برای تخم‌ریزی به دنبال اشیاء سخت می‌گردد تا تخم‌هایش را به آن‌ها بچسباند. به همین دلیل، فصل صید ماهی مرکب با فصل تخم‌ریزی آن همزمان است. این جانور در هنگام خطر مایع سیاهی از خود ترشح می‌کند که باعث گمراهی شکارچی شده و اثر بی‌حس‌کنندگی بر روی گیرنده‌های شیمیایی ماهی‌های شکارچی دارد.

## پراکنش
در حدود ۸۰۰ گونه زنده از سرپایان یافته شده است. اگرچه گونه‌های جدید همچنان در حال توصیف هستند. تخمین زده می‌شود که ۱۱۰۰۰ آرایه منقرض‌شده توصیف شده‌اند، اگرچه ماهیت بدن نرم سرپایان به این معنی است که آن‌ها به راحتی فسیل نمی‌شوند.
سرپایان در تمام اقیانوس‌های زمین یافت می‌شوند. هیچ‌کدام از آن‌ها نمی‌توانند آب شیرین را تحمل کنند، اما ماهی مرکب ریزنقش اطلس، که در خلیج چساپیک یافت می‌شود، یک استثنای قابل توجه است زیرا آب لب‌شور را تحمل می‌کند. تصور می‌شود که سرپایان به دلیل محدودیت‌های زیست‌شیمیایی متعدد قادر به زندگی در آب شیرین نیستند و در طول حیاتِ بیش از ۴۰۰ میلیون سالهٔ خود هرگز وارد زیستگاه‌های کاملاً آب شیرین نشده‌اند.
سرپایان بیشتر عمق اقیانوس را از دشت مغاکی تا سطح دریا اشغال می‌کنند و در منطقه فراژرف نیز یافت شده‌اند. تنوع آن‌ها در نزدیکی استوا بیشترین است (۴۰ گونه در تورهای ۱۱ درجه شمالی توسط یک مطالعه تنوع زیستی بازیابی شده‌اند) و به سمت قطب‌ها کاهش می‌یابد (پنج گونه در ۶۰ درجه شمالی گرفته شده‌اند).

## ارزش اقتصادی
درصد پروتئین موجود در گوشت سرپایان بالا است به این خاطر از محصولات شیلاتی به‌شمار می‌روند. همچنین از مرکب آن در صنعت و حتی در صنایع داروئی می‌توان استفاده کرد یا از صدف داخلی برخی از انواع آن‌ها بخاطر داشتن مواد معدنی مثل کلسیم نیز می‌توان استفاده کرد. پرورش سرپایان نخستین بار در سال ۱۹۷۷ در تایلند آغاز شد و اکنون این کشور سالانه ۱۵۰۰۰۰ تن سرپا تولید می‌کند. بیش از ۸۰ درصد وزن این موجودات دریایی مصرف خوراکی دارد و باقی‌مانده آن به عنوان خوراک دام و طیور استفاده می‌شود. مصرف ماهی مرکب در جهان رو به افزایش است و به شکل‌های مختلفی مانند کنسرو، خشک و منجمد استفاده می‌شود. رشد سریع، چرخه زندگی کوتاه، سازگاری محیطی، مقاومت در برابر بیماری، پروتئین زیاد و چربی کم، سرپایان و به ویژه ماهی مرکب را به یک منبع غذایی مهم تبدیل کرده است.
ماهی مرکب که در بوشهر به آن خساک می‌گویند، یکی از آبزیان با ارزش خلیج فارس است و گونه موجود در این منطقه از بهترین گونه‌های جهان به‌شمار می‌رود. این جانور در رده سرپایان قرار می‌گیرد و به این دلیل این نام را دارد که اطراف سرش بازوهایی قرار گرفته است. تعداد این بازوها در اختاپوس هشت، در ماهی مرکب ده و در ملوانک (ناتیلوس) ۴۷ جفت است. در استان بوشهر، ماهی مرکب با گرگورهای سیمی و تور کف‌روب (ترال) صید می‌شود. صید گسترده ماهی مرکب در ایران از حدود سال ۱۳۷۰ آغاز شده و با شروع صادرات، تعداد گرگورهای مخصوص صید به شدت افزایش یافته و به حدود ۱۰ برابر رسیده است. در نتیجه، میزان صید کاهش یافته و نگرانی‌هایی دربارهٔ آسیب به ذخایر ماهی مرکب ایجاد شده است. مهم‌ترین صیدگاه‌های این آبزی در آب‌های کم‌عمق ساحلی (استان بوشهر) و آب‌های دور از ساحل (استان سیستان و بلوچستان) قرار دارد.

## در فرهنگ

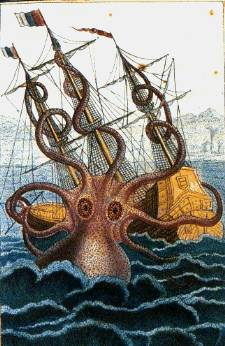
طراحی قلم و سیاه‌قلم آب‌مرکبی از یک هشت‌پای غول‌پیکر خیالی در حال حمله به یک کشتی، اثر پیر دنیس دو مونت فورت، نرم‌تن‌شناس، ۱۸۰۱

مردم از زمان‌های قدیم با سرپایان آشنا بوده‌اند. برای مثال، در حکاکی‌های سنگی عصر برنز در کنوسوس یونان (۱۹۰۰–۱۱۰۰ قبل از میلاد)، تصویری از ماهیگیری دیده می‌شود که هشت‌پا حمل می‌کند. حتی ممکن است هیولای گورگون در اساطیر یونان از هشت‌پا یا ماهی مرکب الهام گرفته شده باشد.
کراکن، هیولای دریایی غول‌پیکر افسانه‌های اسکاندیناوی، معمولاً به شکل یک سرپای عظیم‌الجثه تصویر می‌شود که به کشتی‌ها حمله می‌کند. در اسطوره‌های هاوایی نیز هشت‌پا تنها بازمانده جهان پیشین است.
هشت‌پا در داستان‌ها و هنر نیز جایگاه ویژه‌ای دارد. نبرد با هشت‌پا در رمان «رنجبران دریا» اثر ویکتور هوگو نقش مهمی دارد و فیلم «اختاپوسی» (۱۹۸۳) نیز تا حدی از این کتاب الهام گرفته است. در هنر ژاپنی، چاپ چوبی «رؤیای همسر مرد ماهی‌گیر» اثر کاتسوشیکا هوکوسائی، صحنه‌ای شهوانی از درهم‌تنیدگی یک زن و دو هشت‌پا را به تصویر می‌کشد.
به دلیل داشتن بازوهای زیاد، هشت‌پا گاهی نماد یک سازمان قدرتمند و فریبکار در نظر گرفته می‌شود.

## زیست‌شناسی

### دستگاه عصبی و رفتار
سرپایان عموماً به‌عنوان باهوش‌ترین بی‌مهرگان در نظر گرفته می‌شوند و دارای حواس توسعه‌یافته و مغزهای بزرگی هستند (بزرگ‌تر از مغز شکم‌پایان). دستگاه عصبی سرپایان پیچیده‌ترین دستگاه عصبی در بین بی‌مهرگان است و نسبت مغز به بدن آن‌ها در جایی بین مهره‌داران خونگرم و خونسرد قرار دارد. همچنین دیده شده است که سرپایان در اسارت، از آکواریوم‌های خود بالا می‌روند، مسافتی را در کف آزمایشگاه می‌پیمایند، برای تغذیه از خرچنگ‌های در اسارت، وارد آکواریوم دیگری می‌شوند و سپس به آکواریوم خود بازمی‌گردند.
مغز سرپایان در یک جمجمه غضروفی محافظت می‌شود. از رشته‌های عصبی محیطی غول‌پیکر جُبّه‌یmantle سرپایان سال‌ها به‌عنوان ماده آزمایشی در فیزیولوژی عصبی استفاده شده است؛ قطر بزرگ این رشته‌ها (به دلیل فقدان میلین) مطالعه آن‌ها را در مقایسه با سایر حیوانات نسبتاً آسان می‌کند.
بسیاری از سرپایان موجوداتی اجتماعی هستند و در برخی گونه‌های آن‌ها مشاهده شده که هنگامی که از نوع خود جدا می‌افتند، با ماهی‌ها تشکیل گله می‌دهند.
برخی از سرپایان قادرند تا مسافت ۵۰ متر در هوا بپرند، با اینکه سرپایان بدن آیرودینامیکی ندارند، اما با استفاده از نیروی پیشران جتی به این ارتفاع‌های چشمگیر می‌رسند. در حالی که در هوا هستند، همچنان آب از قیف بدنشان خارج می‌شود.
این موجودات باله‌ها و شاخک‌هایشان را باز می‌کنند تا تشکیل بال بدهند و با تغییر وضعیت بدن، نیروی بالابر را کنترل می‌کنند.
یکی از گونه‌ها، یعنی سرپاور پرنده ژاپنی، شاخک‌هایش را به شکل بادبزن صاف با لایه‌ای از مخاط بین آنها باز می‌کند، در حالی که گونه‌ای دیگر به نام سرپاور آب‌سنگ کارائیبی، شاخک‌هایش را به شکل دایره‌ای قرار می‌دهد.
رشد و نمو دستگاه عصبی سرپایان در بین بی‌مهرگان منحصربه‌فرد می‌باشد که در رابطه با مهارت حرکتی و سازش گوشتخواری این جانوران است. دستگاه عصبی شامل توده مغزی است، بدین معنی که تمام گانگلیون‌های معمول نرم‌تنان متمرکز شده و کمابیش یکی گردیده و مغز این جانوران را به صورت یک حلقه دور مری به وجود آورده است علاوه بر این هر ناحیه مغزی یا گانگلیون‌ها از یکدیگر متمایز شده و هر بخش کنترل عمل اندام خاصی را به عهده دارد. از گانگلیون مغزی یا فوق مری یک جفت عصب به گانگلیون فوق دهانی در حفره دهانی فرستاده می‌شود و از حلقه دور مری یک جفت رشته عصبی دیگر به گانگلیون‌های جلو دهانی می‌رسد. گانگلیون‌های پایی در ناحیه مغزی زیر مری قرار دارد که اعصابی به ناحیه قیف می‌فرستد و همچنین از این گانگلیون‌ها رشته اعصابی به شاخک‌ها (تنتاکول‌ها) فرستاده می‌شود. از گانگلیون‌های احشائی سه دسته اعصاب خارج می‌شود: ۱) یک جفت اعصاب برای اندام‌های مختلف داخلی که انشعاباتی از این اعصاب نیز به آبشش‌ها (برانشی‌ها) می‌رود، ۲) یک جفت عصب سمپاتیک که ناحیه معده را عصب‌دهی می‌کند، ۳) یک جفت عصب که به ناحیه جبه می‌رود.

### حواس
سرپایان بینایی پیشرفته‌ای دارند، می‌توانند گرانش را با اندامی به نام ترازکیسه (استاتوسیست) تشخیص دهند و انواع مختلفی از اندام‌های حسی شیمیایی دارند. هشت‌پاها از بازوهای خود برای کاوش در محیط استفاده می‌کنند و می‌توانند از آنها برای درک عمق استفاده کنند.

#### بینایی

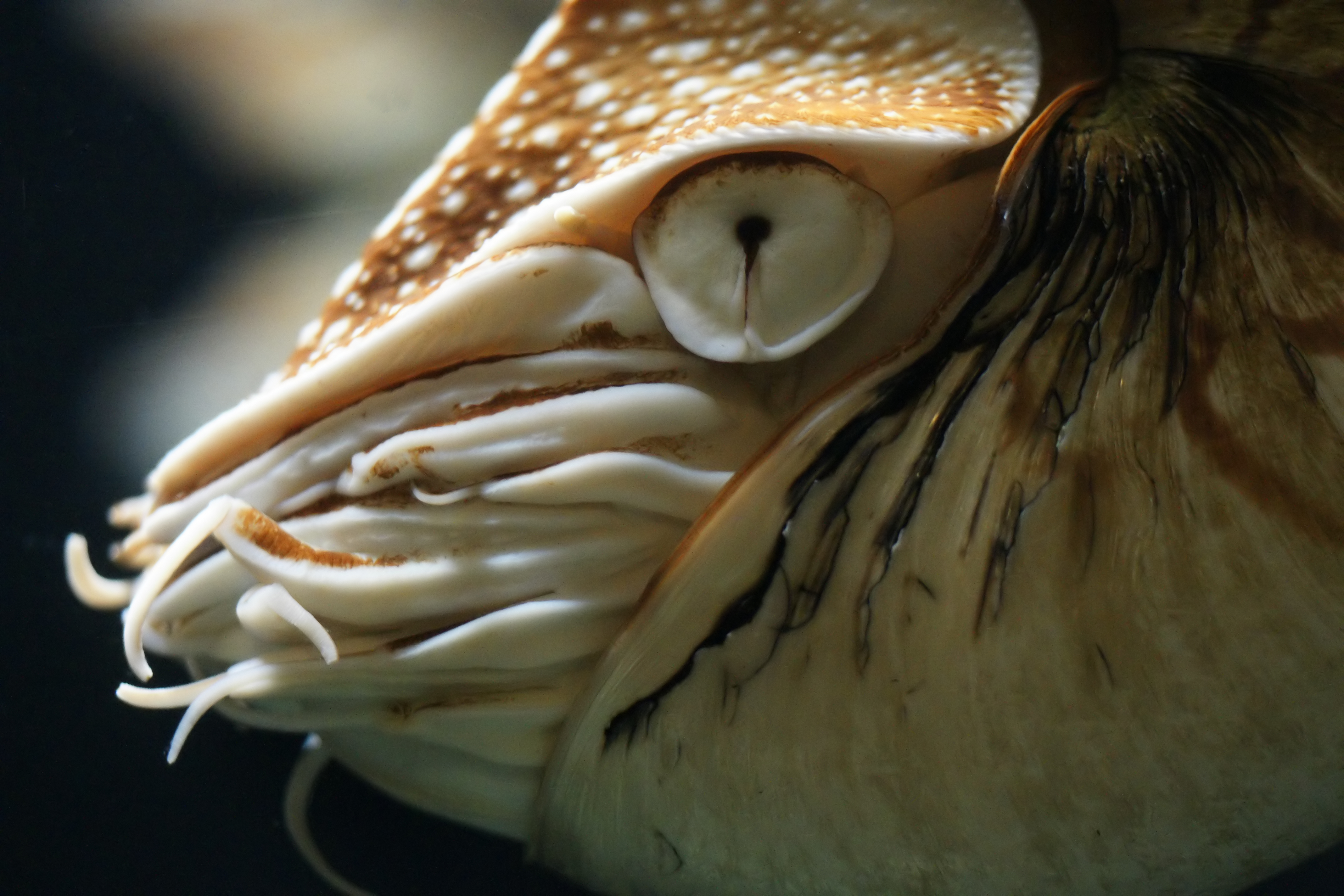
چشم ابتدایی ملوانک عملکردی مشابه دوربین سوراخ‌سوزنی دارد.

بیشتر سرپایان برای تشخیص شکار و طعمه و برقراری ارتباط با یکدیگر، به بینایی خود متکی هستند. به همین دلیل، بینایی آنها بسیار قوی است. آزمایش‌ها نشان داده‌اند که هشت‌پای معمولی می‌تواند روشنایی، اندازه، شکل و جهت افقی یا عمودی اجسام را تشخیص دهد. ساختار چشم سرپایان عملکردی مشابه چشم کوسه دارد، اما ساختار آنها متفاوت است زیرا سرپایان قرنیه ندارند و شبکیه آنها معکوس است. چشم‌های سرپایان به صفحه قطبش نور نیز حساس هستند.
ملوانک‌ها بر خلاف سایر سرپایان، بینایی خوبی ندارند. ساختار چشم آنها پیشرفته است، اما فاقد عدسی جامد است و بیشتر شبیه یک دوربین سوراخ‌سوزنی عمل می‌کند که آب می‌تواند از آن عبور کند. به نظر می‌رسد که ملوانک‌ها به جای بینایی، از حس بویایی برای یافتن غذا و جفت استفاده می‌کنند.

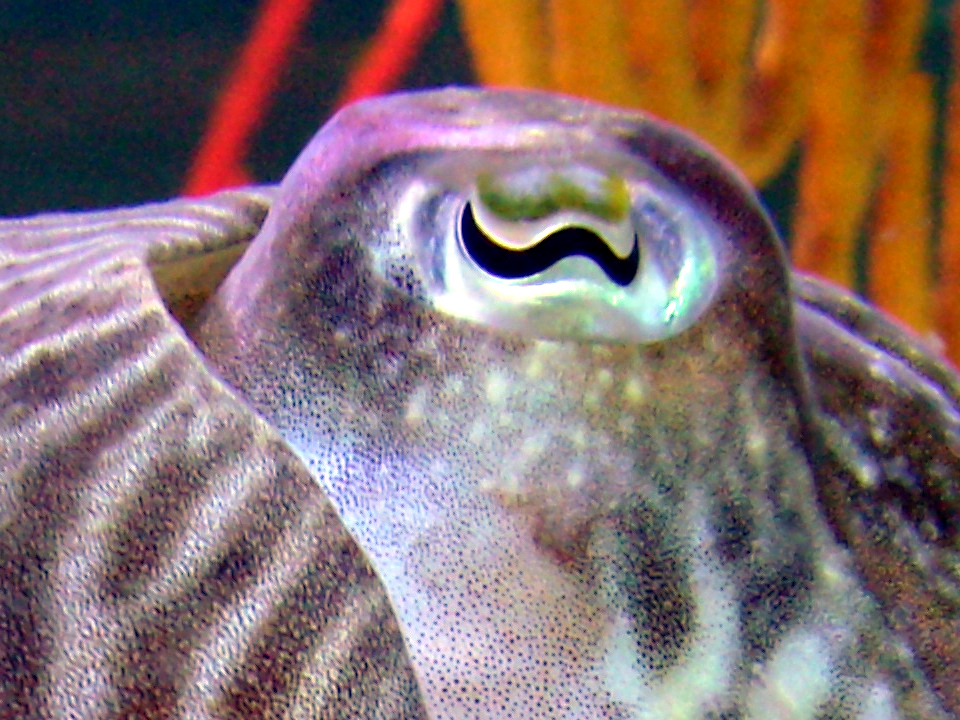
یک ماهی سپیداج با مردمک‌های دبلیو شکل که ممکن است به آن‌ها در تشخیص رنگ‌ها کمک کند

هشت‌پاها و بیشتر سرپایان کوررنگ هستند. آنها تنها یک نوع گیرنده نوری دارند و نمی‌توانند رنگ‌ها را با مقایسه شدت فوتون‌های شناسایی شده در چندین کانال طیفی تشخیص دهند. وقتی می‌خواهند خود را استتار کنند، از سلول‌های رنگی پوست خود، یعنی فام‌بَرها (کروماتوفورها) برای تغییر روشنایی و الگو استفاده می‌کنند، اما توانایی آنها در تطبیق رنگ خاص با پس‌زمینه ممکن است به سلول‌های دیگری مانند رنگین‌بَرها (ایریدوفورها) و سفیدبرها (لکوئوفورها) بستگی داشته باشد که نور را از محیط منعکس می‌کنند. آنها همچنین رنگدانه‌های بینایی را در سراسر بدن خود تولید می‌کنند و ممکن است سطوح نور را مستقیماً از بدن خود حس کنند.
شواهدی از دید رنگی در ماهی مرکب تابناک یافت شده است. این ماهی مرکب با استفاده از سه پروتئین گیرنده نور که بر اساس یک اپسین مشابه هستند، اما از مولکول‌های شبکیه‌ای متمایز به عنوان فام‌بر استفاده می‌کنند، به دید رنگی دست می‌یابد. هر یک از این گیرنده‌های نوری به طول موج‌های متفاوتی از نور حساس هستند.
در سال ۲۰۱۵، سازوکار جدیدی برای تشخیص رنگ در سرپایان کشف شد. این سازوکار بر اساس استفاده از اَبیراهی رنگی (تغییر فاصله کانونی با تغییر طول موج نور) عمل می‌کند. مدل‌سازی‌های رایانه‌ای نشان می‌دهد که ابیراهی رنگی می‌تواند اطلاعات رنگی مفیدی را از طریق وابستگی دقت تصویر به تطابق فراهم کند. شکل‌های غیرمعمول مردمک چشم سرپایان، مانند شکاف خارج از محور و حلقوی، این توانایی را با پراکنده کردن نور سفید در همه جهات افزایش می‌دهند.

#### گیرندگی نوری
در سال ۲۰۱۵، شواهد مولکولی نشان داد که سلول‌های رنگی پوست سرپایان به نور حساس هستند. در پوست و شبکیه مرکب‌ماهی درازباله ساحلی و دو گونه سپیداج، رونوشت‌هایی از ژن‌های رودوپسین و رتینوکروم یافت شد که نشان می‌دهد بافت‌های پوستی سرپایان ممکن است اجزای لازم برای پاسخ به نور را داشته باشند.

#### شنوایی
برخی ماهی‌های مرکب می‌توانند با استفاده از تَرازکیسه‌های (اندام‌های تعادل) خود صدا را تشخیص دهند، اما به‌طور کلی، سرپایان ناشنوا هستند.

### استفاده از نور

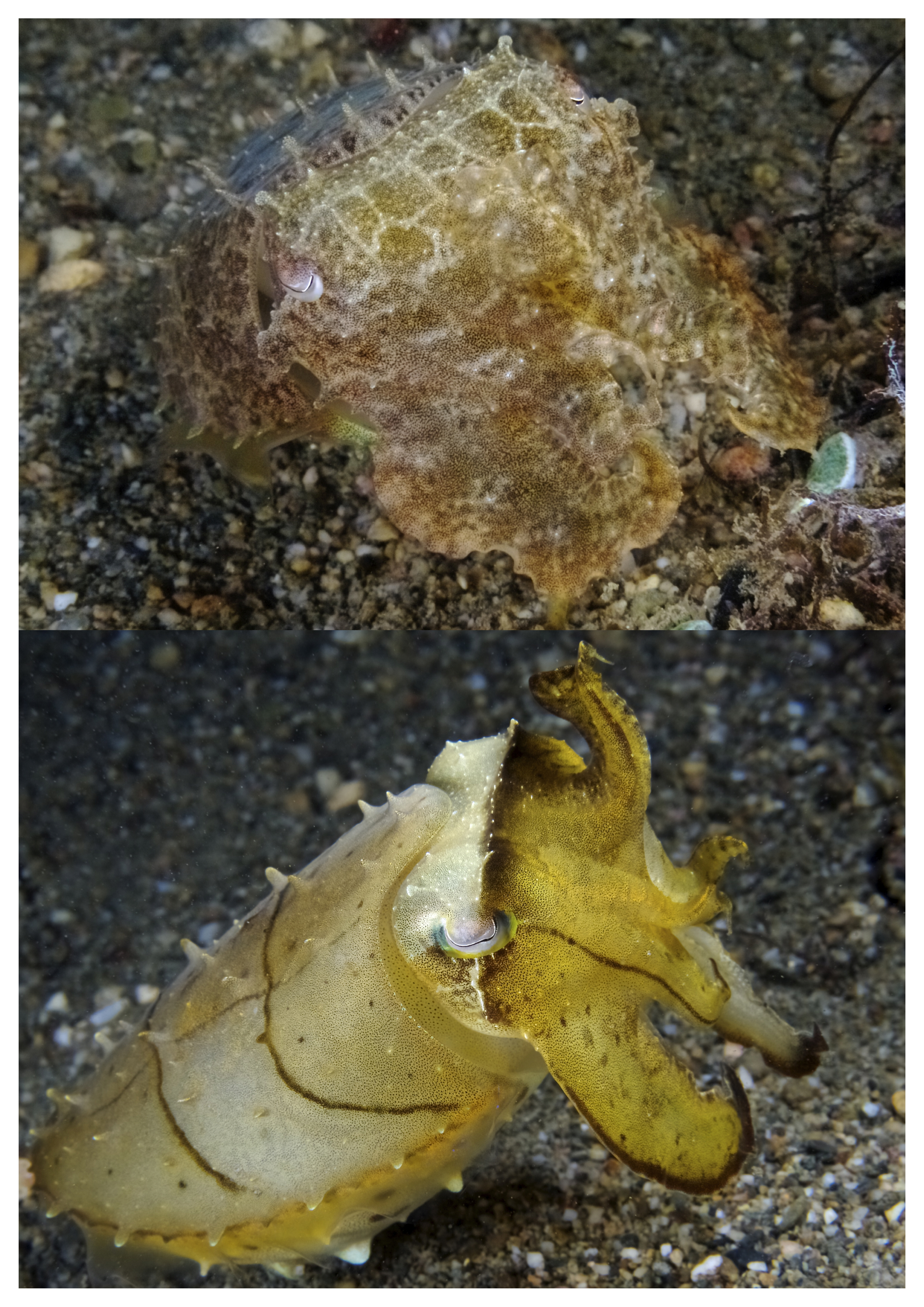
این سپیداج پهن‌باله (Sepia latimanus) می‌تواند در کمتر از یک ثانیه از رنگ قهوه‌ای استتار (بالا) به زرد کهربایی (پایین) تغییر رنگ دهد.

بیشتر سرپایان دارای اجزای پوستی هستند که با نور تعامل دارند. این اجزا شامل فام‌برها (سلول‌های رنگی)، رنگین‌برها 
(سلول‌های بازتابنده) و در برخی گونه‌ها، شیدبَرها (سلول‌های تولیدکننده نور) هستند. فام‌برها (کروماتوفورها) با انبساط و انقباض خود، رنگ و الگوهای مختلفی ایجاد می‌کنند که سرپایان از آنها به روش‌های شگفت‌انگیزی استفاده می‌کنند. برخی از سرپایان علاوه بر استتار، می‌توانند نور تولید کنند (زیست‌تابی) تا شکارچیان احتمالی را که در زیر آنها کمین کرده‌اند، گمراه کنند. این نور توسط باکتری‌های همزیست تولید می‌شود و سرپایان می‌توانند نور تولید شده توسط این باکتری‌ها را تشخیص دهند.  تولید نور همچنین ممکن است برای فریب طعمه استفاده شود و برخی گونه‌ها از نمایش‌های رنگی برای تحت تأثیر قرار دادن جفت‌ها، ترساندن شکارچیان یا حتی برقراری ارتباط با یکدیگر استفاده می‌کنند.

### رنگ‌آمیزی
سرپایان می‌توانند رنگ‌ها و الگوهای خود را در عرض چند میلی‌ثانیه تغییر دهند، چه برای علامت‌دهی (هم برای انتخاب جنسی و هم برای رنگ هشدار) یا استتار فعال، زیرا فام‌برهای آن‌ها منبسط یا منقبض می‌شوند.
اگرچه به نظر می‌رسد که تغییرات رنگ در درجه اول به ورودی بینایی بستگی دارد، اما شواهدی وجود دارد که سلول‌های پوست، به‌ویژه فام‌برها، می‌توانند نور را تشخیص دهند و مستقل از چشم‌ها با شرایط نوری سازگار شوند. هشت‌پا در طول چرخه‌های خواب آرام و فعال، رنگ و بافت پوست خود را تغییر می‌دهد.
سرپایان می‌توانند از فام‌برها مانند یک ماهیچه استفاده کنند، به همین دلیل است که می‌توانند رنگ پوست خود را به سرعت تغییر دهند.
رنگ‌آمیزی معمولاً در گونه‌های نزدیک به ساحل قوی‌تر از گونه‌هایی است که در اقیانوس باز زندگی می‌کنند، که عملکرد آن‌ها بیشتر به استتار محدود می‌شود. این فام‌برها در سراسر بدن هشت‌پا یافت می‌شوند، با این حال، آن‌ها توسط همان قسمت از مغز کنترل می‌شوند که کشیدگی را در طول پیشرانش جت کنترل می‌کند تا کشش را کاهش دهد. به‌عنوان چنین، هشت‌پاهای جت‌پران می‌توانند رنگ‌پریده شوند زیرا مغز قادر به کنترل همزمان کشیدگی و کنترل فام‌برها نیست. بیشتر هشت‌پاها ساختارهای انتخابی را در میدان دید خود تقلید می‌کنند تا اینکه به یک رنگ مرکب از پس‌زمینه کامل خود تبدیل شوند.
شواهدی از رنگ‌آمیزی اصلی در سنگواره‌های سرپایان که قدمت آن‌ها به دوران سیلورین بازمی‌گردد، شناسایی شده است؛ این افراد ارتوکونیک دارای نوارهای هم‌مرکز بودند که تصور می‌شود به‌عنوان استتار عمل می‌کردند. سرپایان دونین دارای الگوهای رنگی پیچیده‌تری هستند که عملکرد آن‌ها ناشناخته است.

### فام‌برها
نیام‌داران، یک زیررده بدون صدف از سرپایان (شامل ماهی مرکب، سپیداج و هشت پا)، دارای سلول‌های رنگدانه‌ای پیچیده‌ای به نام فام‌بر (کروماتوفور) هستند که قادر به تولید الگوهای رنگی با تغییر سریع می‌باشند. این سلول‌ها، رنگدانه را در یک کیسه الاستیک ذخیره می‌کنند که رنگ مشاهده شده از این سلول‌ها را تولید می‌کند. نیام‌داران می‌توانند شکل این کیسه را که ساکولوس سیتوالاستیک نامیده می‌شود، تغییر دهند که سپس باعث تغییر در شفافیت و کدورت سلول می‌شود. با تغییر سریع چندین فام‌بر با رنگ‌های مختلف، سرپایان قادر به تغییر رنگ پوست خود با سرعت شگفت‌انگیزی هستند؛ سازگاری قابل توجهی در موجودی که به صورت سیاه و سفید می‌بیند. فام‌برها تنها حاوی سه رنگدانه قرمز، زرد و قهوه‌ای هستند که نمی‌توانند طیف رنگی کامل را ایجاد کنند. با این حال، سرپایان همچنین دارای سلول‌هایی به نام ایریدوفور (iridophores) هستند؛ سلول‌های پروتئینی نازک و لایه لایه که نور را به روش‌هایی منعکس می‌کنند که می‌توانند رنگ‌هایی را تولید کنند که فام‌برها نمی‌توانند. سازوکار کنترل رنگین‌بر (ایریدوفور) ناشناخته است، اما فام‌برها تحت کنترل مسیرهای عصبی هستند و به سرپایان اجازه می‌دهند تا نمایش‌های پیچیده‌ای را هماهنگ کنند. فام‌برها و رنگین‌بَرها با هم قادر به تولید طیف وسیعی از رنگ‌ها و الگوهای نمایشی هستند.

#### ارزش تطبیقی
سرپایان می‌توانند رنگ سلول‌های پوستی خود را تغییر دهند تا با محیط اطرافشان ترکیب شوند و استتار کنند. این تغییر رنگ با کمک برجستگی‌های کوچکی به نام پاپیلا انجام می‌شود که با حرکت هیدرواستاتیک (حرکت با فشار آب) تغییر شکل می‌دهند و بافت پوست را تغییر می‌دهند.
سرپایان دو نوع استتار انجام می‌دهند: تقلید و تطابق رنگ. در تقلید، سرپا ظاهر خود را تغییر می‌دهد تا شبیه یک موجود زنده دیگر شود. مثلاً سرپاور آب‌سنگ کارائیبی می‌تواند خود را شبیه یک ماهی طوطی ماهی گیاه‌خوار کند تا به طعمه‌های بی‌خبر نزدیک شود. هشت‌پای مقلد نیز می‌تواند از موجودات سمی مختلفی که با آنها زندگی می‌کند، تقلید کند تا از شکارچیان در امان بماند.
در تطابق رنگ، سرپاور رنگ خود را تغییر می‌دهد تا با محیط اطرافش ترکیب شود و از دید شکارچیان یا طعمه‌ها پنهان شود. توانایی تقلید از سایر موجودات و تطبیق با محیط اطراف، با توجه به اینکه سرپایان کوررنگ هستند، بسیار جالب است.
سرپایان همچنین از کنترل دقیق رنگ و الگوی بدن خود برای ارسال پیام‌های پیچیده به هم‌نوعان و سایر گونه‌ها استفاده می‌کنند. رنگ‌آمیزی در هماهنگی با حرکت و بافت پوست، برای ارسال پیام به سایر موجودات استفاده می‌شود.
در داخل گونه، این سیگنال‌ها می‌توانند به عنوان یک هشدار برای شکارچیان عمل کنند. مثلاً هشت‌پای خال‌سفید اطلس در هنگام خطر، رنگ خود را به قرمز قهوه‌ای روشن با خال‌های سفید تغییر می‌دهد تا شکارچیان را بترساند. تغییر رنگ همچنین در نمایش‌های جفت‌گیری و ارتباطات اجتماعی استفاده می‌شود. مثلاً سپیداج‌ها نمایش‌های جفت‌گیری پیچیده‌ای دارند که با تغییر رنگ همراه است. همچنین، نرها در رقابت برای جفت‌یابی از طریق تغییر رنگ با یکدیگر ارتباط برقرار می‌کنند.

#### منشأ پیدایش
دو نظریه دربارهٔ چگونگی تکامل توانایی تغییر رنگ در سرپایان وجود دارد. یک نظریه می‌گوید این توانایی برای ارتباطات اجتماعی و جنسی و ارسال پیام به دیگران تکامل یافته است. نظریه دیگر می‌گوید این توانایی در ابتدا برای استتار و پنهان شدن از شکارچیان یا شکار مخفیانه تکامل یافته است.
برای اینکه تغییر رنگ در نتیجه انتخاب اجتماعی تکامل یافته باشد، محیط زندگی اجداد سرپایان باید چند ویژگی می‌داشته بوده باشد. اول، باید نوعی آیین جفت‌گیری با ارسال پیام وجود می‌داشته بوده باشد. دوم، رقابت جنسی بالایی بین آنها وجود می‌داشته باشد. و سوم، این نیاکان باید با استفاده از پیام‌های جنسی که برای هم‌نوعانشان قابل دیدن باشد، با یکدیگر ارتباط برقرار می‌کردند.
اما اگر تغییر رنگ در نتیجه انتخاب طبیعی تکامل یافته باشد، شرایط دیگری باید وجود می‌داشته. اول، باید تنوع ظاهری در الگوی بدن بین آنها وجود می‌داشته باشد. دوم، آنها باید با شکارچیانی زندگی می‌کردند که برای پیدا کردن طعمه به بینایی خود متکی بودند. این شکارچیان باید توانایی تشخیص رنگ‌ها را داشتند، نه فقط حرکت یا کنتراست. و سوم، محیط زندگی آنها باید پس‌زمینه‌های متنوعی می‌داشته بوده باشد.
آزمایش‌هایی که روی آفتاب‌پرست‌های کوتوله انجام شد، نشان داد که گونه‌هایی که توانایی بیشتری برای تغییر رنگ دارند، پیام‌های اجتماعی بیشتری نیز ارسال می‌کنند، اما لزوماً در محیط‌های متنوع‌تری زندگی نمی‌کنند. این نشان می‌دهد که توانایی تغییر رنگ احتمالاً برای بهبود ارتباطات اجتماعی تکامل یافته است، در حالی که استتار یک مزیت جانبی است.
از آنجایی که سرپایان از استتار برای اهداف مختلفی استفاده می‌کنند، ممکن است تغییر رنگ برای یک هدف تکامل یافته باشد و بعداً برای هدف دیگری نیز استفاده شده باشد، یا این‌که برای هر دو هدف به‌طور همزمان تکامل یافته باشد.

#### تکامل همگرا
تغییر رنگ در جانوران خونسرد از جمله مارمولک‌های آنول، قورباغه‌ها، نرم‌تنان، بسیاری از ماهی‌ها، حشرات و عنکبوت‌ها رایج است. سازوکار تغییر رنگ می‌تواند مورفولوژیکی یا فیزیولوژیکی باشد. تغییر مورفولوژیکی نتیجه تغییر در تراکم سلول‌های حاوی رنگدانه است و در طول دوره‌های طولانی‌تر تغییر می‌کند. تغییر فیزیولوژیکی، نوعی که در دودمان‌های سرپایان مشاهده می‌شود، معمولاً نتیجه حرکت رنگدانه در داخل فام‌بر است و محل قرارگیری رنگدانه‌های مختلف را در داخل سلول تغییر می‌دهد. این تغییر فیزیولوژیکی معمولاً در مقیاس‌های زمانی بسیار کوتاه‌تری نسبت به تغییر مورفولوژیکی رخ می‌دهد. سرپایان شکل نادری از تغییر رنگ فیزیولوژیکی دارند که از کنترل عصبی ماهیچه‌ها برای تغییر مورفولوژی فام‌برهای خود استفاده می‌کند. این کنترل عصبی فام‌برها به‌طور همگرا هم در سرپایان و هم در ماهی‌های پیوسته‌استخوان تکامل یافته است.

### مرکب
یکی از شاخص‌ترین ترکیبات طبیعی در سرپایان، مرکبی است که هنگام احساس خطر آزاد می‌کنند. آن‌ها با این عمل خود، حواس شکارچی را پرت نموده و در عین حال، اطرافیان خود را از خطر آگاه می‌سازند. این مایع تیره رنگ حاصل عملکرد دو اندامک به‌صورت هم‌زمان می‌باشد. اولین اندامک که مطالعات زیادی بر روی آن انجام شده، کیسه مرکب می‌باشد و همان‌گونه که از نام آن برمی‌آید، موجب رهاسازی مرکب تیره رنگ می‌گردد. اندامک دیگر، غده مخاطی موجود در اندام قیفی سرپایان است که به نسبت کیسه مرکب، مطالعات کمتری بر روی آن انجام شده است. نتایج مطالعات نشان داده‌اند که رنگ تیره این مرکب، ناشی از وجود ملانین است. ملانین، یک رنگدانه طبیعی است که در اغلب موجودات نظیر قارچ‌ها، باکتری‌ها، گیاهان و جانوران وجود دارد و نقش‌های مختلفی برای آن شناسایی شده است.
به استثنای ملوانک (ناتیلوس) و گونه‌های هشت‌پا متعلق به راسته Cirrina, همه سرپایان شناخته‌شده دارای کیسه مرکب هستند که می‌توان از آن برای بیرون راندن ابری از مرکب تیره برای گیج کردن شکارچیان استفاده کرد. این کیسه، کیسه‌ای عضلانی است که به عنوان امتدادی از روده عقبی ایجاد شده است. این کیسه در زیر روده قرار دارد و به مقعد باز می‌شود، که محتویات آن – تقریباً ملانین خالص – می‌تواند به بیرون فوران کند. نزدیکی آن به پایه قیف به این معنی است که مرکب می‌تواند توسط آب خارج شده توزیع شود زیرا سرپا از نیروی محرکه جت خود استفاده می‌کند. ابر خارج شده ملانین معمولاً پس از خروج با مخاط تولید شده در جای دیگری در جُبّهmantle مخلوط می‌شود و بنابراین یک ابر ضخیم را تشکیل می‌دهد و منجر به اختلال بصری (و احتمالاً شیمیایی) شکارچی می‌شود، مانند یک صفحه دود. با این حال، یک رفتار پیچیده‌تر مشاهده شده است، که در آن سرپاور ابری را آزاد می‌کند که دارای محتوای مخاط بیشتری است و تقریباً شبیه سرپاوری است که آن را آزاد کرده است. این استراتژی اغلب منجر به حمله شکارچی به شکل کاذب می‌شود تا طعمه‌ی اصلی گریزپا.
وجود کیسه مرکب در سرپایان باعث نام رایج «ماهی مرکب» برای آن‌ها شده است،

### دستگاه گردش خون
سرپایان تنها نرم‌تنانی هستند که دارای دستگاه گردش خون بسته هستند. نیام‌داران دارای دو قلب آبششی (همچنین به عنوان قلب‌های شاخه‌ای شناخته می‌شوند) هستند که خون را از طریق مویرگ‌های آبشش‌ها حرکت می‌دهند. سپس یک قلب سیستمیک واحد، خون اکسیژن‌دار را به بقیه بدن پمپ می‌کند.
در دستگاه گردش خون سرپایان، خون توسط بزرگ‌سیاهرگ جلویی از سر باز می‌گردد که قبل از عمل تصفیه در آبشش‌ها به دو شاخه تقسیم شده و هر شاخه وارد یک کیسه کلیوی می‌گردد، هر شاخه پس از عبور از کیسه کلیوی وارد یک قلب آبشش شده و سپس وارد آبشش می‌شود. خون گنادها توسط سیاهرگی به شاخه راست بزرگ سیاهرگ می‌ریزد، سرانجام خون از جبه و احشاء توسط دو جفت رگ جلویی و خلفی شکمی آورده می‌شود. انقباض قلب‌های آبشش که دریافت‌کننده خون تیره بدن هستند خون را با فشار وارد آبشش‌ها می‌کند و سپس خون وارد یک جفت دهلیز و سپس بطن میانی می‌گردد. خون با زنش بطن وارد آئورت جلویی و پشتی و سرانجام شبکه مویرگی بافتی می‌شود. خون این جانوران برای انتقال اکسیژن حاوی هموسیانین است.
سرپایان مانند اکثر نرم‌تنان به جای هموگلوبین، از هموسیانین، یک پروتئین حاوی مس، برای انتقال اکسیژن استفاده می‌کنند. در نتیجه، خون آنها هنگام اکسیژن‌زدایی بی‌رنگ است و هنگام اتصال به اکسیژن آبی می‌شود. در محیط‌های غنی از اکسیژن و در آب اسیدی، هموگلوبین کارآمدتر است، اما در محیط‌هایی با اکسیژن کم و در دماهای پایین، هموسیانین برتری دارد. مولکول هموسیانین بسیار بزرگتر از مولکول هموگلوبین است و به آن اجازه می‌دهد به ۹۶ مولکول O2 یا CO2 متصل شود، در مقایسه با تنها چهار مولکول هموگلوبین. اما بر خلاف هموگلوبین که میلیون‌ها عدد از آن به سطح یک گلبول قرمز متصل هستند، مولکول‌های هموسیانین آزادانه در جریان خون شناور می‌شوند.

### تنفس
سرپایان با عبور دادن آب از طریق آبشش‌هایشان که به سقف بدن متصل هستند، با آب دریا تبادل گاز می‌کنند.: 488  آب از قسمت بیرونی آبشش‌ها وارد حفره جبه می‌شود و ورودی حفره جبه بسته می‌شود. هنگامی که جبه منقبض می‌شود، آب از طریق آبشش‌ها که بین حفره جبه و قیف قرار دارند، عبور می‌کند. خروج آب از طریق قیف می‌تواند برای تأمین نیروی محرکه جت استفاده شود. اگر تنفس همزمان با نیروی محرکه جت استفاده شود، می‌توان انتظار تلفات زیادی را در سرعت یا تولید اکسیژن داشت. آبشش‌ها، که بسیار کارآمدتر از آبشش‌های سایر نرم‌تنان هستند، به سطح شکمی حفره جبه متصل می‌شوند.
یک بده بستان با اندازه آبشش در مورد سبک زندگی وجود دارد. برای دستیابی به سرعت‌های بالا، آبشش‌ها باید کوچک باشند - آب به سرعت از میان آنها عبور می‌کند در زمانی که انرژی مورد نیاز است، که این موضوع اندازه کوچک آنها را جبران می‌کند. با این حال، موجوداتی که بیشتر وقت خود را صرف حرکت آهسته در امتداد کف می‌کنند، به‌طور طبیعی آب زیادی را برای حرکت از حفره خود عبور نمی‌دهند؛ بنابراین آنها دارای آبشش‌های بزرگتری هستند، همراه با سیستم‌های پیچیده‌ای برای اطمینان از اینکه آب به‌طور مداوم از طریق آبشش‌های آنها شسته می‌شود، حتی زمانی که ارگانیسم ساکن است. جریان آب توسط انقباضات عضلات حفره جبه شعاعی و دایره‌ای کنترل می‌شود.
آبشش‌های سرپایان توسط اسکلت پروتئین‌های فیبری مستحکم پشتیبانی می‌شوند. فقدان موکوپلی ساکاریدها این ماتریکس را از غضروف متمایز می‌کند. همچنین تصور می‌شود که آبشش‌ها در دفع نیز نقش دارند و NH4+ با K+ از آب دریا مبادله می‌شود.

### حرکت و شناوری
جابجایی اکثر سرپایان با خارج کردن سریع آب از حفره جبه صورت می‌گیرد، جبه دارای تارهای عضلانی حلقوی و شعاعی است، طی مرحله ورود آب به بدنه، تارهای حلقوی منبسط و ماهیچه‌های شعاعی منقبض می‌شوند، این عمل موجب افزایش حجم حفره گردیده و آب از شیار جلویی بین جبه و سر از طرف پشتی، جانبی و شکمی وارد حفره جبه می‌گردد، هنگامی که حفره جبه مملو از آب گردید، عمل ماهیچه‌ها معکوس می‌گردد، انقباض عضلات حلقوی نه تنها سبب افزایش فشار در حفره جبه گردیده، بلکه موجب بسته شدن شیار جبه در ناحیه سر نیز می‌شود از این رو آب با فشار از قیف خارج می‌گردد و موجب حرکت جانور در جهت مخالف خروج آب می‌شود. گردش آب در بدن نه تنها نیروی لازم برای جابجایی را فراهم می‌کند بلکه موجب تبادلات گازی در آبشش‌ها نیز می‌گردد.
بیشتر سرپایان می‌توانند با بیرون راندن آب با فشار حرکت کنند، اما این روش در مقایسه با حرکت ماهی‌ها که با تکان دادن دم انجام می‌شود، انرژی زیادی مصرف می‌کند. کارایی این روش با افزایش اندازه جانور کاهش می‌یابد، به همین دلیل، بچه سرپایان در این روش حرکت بسیار کارآمدتر از بزرگسالان هستند.
در طول تاریخ تکامل، رقابت با ماهی‌ها باعث شد که سرپایان به روش‌های حرکتی کارآمدتری روی بیاورند و از باله‌ها و شاخک‌هایشان برای حفظ سرعت ثابت استفاده کنند. با این حال، حرکت سریع و ناگهانی با بیرون راندن آب برای شکار طعمه یا فرار از شکارچیان همچنان مفید است و سرپایان را به سریع‌ترین بی‌مهرگان دریایی تبدیل می‌کند.
حرکت باله‌ها مکمل بیرون راندن آب است. در ماهی مرکب، باله‌ها با هر بار بیرون راندن آب، برای افزایش سرعت به حرکت در می‌آیند و سپس بین هر بار بیرون راندن آب، باز می‌شوند تا از غرق شدن جانور جلوگیری کنند.
آب حاوی اکسیژن به داخل حفره جبه کشیده می‌شود و پس از عبور از آبشش‌ها، از طریق انقباض ماهیچه‌های این حفره و از طریق یک مجرای قیفی‌شکل به نام هیپونوم خارج می‌شود. اندازه این مجرا سرعت حرکت جانور را کنترل می‌کند. جهت حرکت نیز تا حدودی با تغییر جهت این مجرا قابل کنترل است. برخی سرپایان هنگام بیرون راندن آب، صدایی شبیه شلیک گلوله تولید می‌کنند که احتمالاً برای ترساندن شکارچیان است.
سرپایان با وجود اینکه در طول رشد بزرگتر می‌شوند و این موضوع بر نحوه حرکت آنها در آب تأثیر می‌گذارد، اما همچنان از روش مشابهی برای حرکت استفاده می‌کنند. بچه سرپایان بیشتر از جت‌های (فوران‌های) خود برای حرکت به سمت بالا استفاده می‌کنند، در حالی که سرپایان بالغ بیشتر به باله‌های خود تکیه می‌کنند و شنا می‌کنند.
تصور می‌شود که سرپایان اولیه با کشیدن بدن خود به داخل پوسته‌هایشان، مانند ملوانک‌های امروزی، جت (فوارهٔ آب) تولید می‌کردند. ملوانک‌ها علاوه بر این، می‌توانند با تکان دادن قیف خود نیز جت تولید کنند. این جریان آب آهسته‌تر برای جذب اکسیژن از آب مناسب‌تر است. وقتی ملوانک بی‌حرکت است، تنها می‌تواند ۲۰ درصد اکسیژن موجود در آب را جذب کند. سرعت جت ملوانک بسیار کمتر از سرپایان دیگر است، اما ماهیچه و انرژی کمتری نیز برای تولید آن نیاز دارد.
نیروی رانش جت در سرپایان عمدتاً توسط حداکثر قطر روزنه قیف و قطر حفره جبه کنترل می‌شود. تغییرات در اندازه روزنه بیشتر در سرعت‌های متوسط استفاده می‌شود. سرعت حرکت سرپایان به میزان نیاز آنها به تنفس محدود می‌شود، زیرا برای بیرون راندن آب، ابتدا باید آب را وارد بدن کنند. این موضوع حداکثر سرعت را به هشت برابر طول بدن در ثانیه محدود می‌کند، سرعتی که اکثر سرپایان می‌توانند پس از دو بار بیرون راندن آب به آن دست یابند.
ماهی مرکب می‌تواند تا ۹۴ درصد از مایع داخل حفره جبه خود را در یک بار بیرون راندن آب تخلیه کند. برای تطبیق با تغییرات سریع در ورود و خروج آب، روزنه‌ها بسیار انعطاف‌پذیر هستند و می‌توانند اندازه خود را تا بیست برابر تغییر دهند، در حالی که شعاع قیف تنها حدود ۱٫۵ برابر تغییر می‌کند.
برخی از گونه‌های هشت پا می‌توانند در امتداد بستر دریا راه بروند. ماهی‌های مرکب و سپیداج‌ها نیز می‌توانند با حرکت دادن ماهیچه‌های پیرامون جبه، مسافت‌های کوتاهی را در هر جهتی طی کنند.
بیشتر سرپایان در آب غوطه‌ور هستند و این شناوری را به روش‌های مختلفی به دست می‌آورند. بعضی از آنها، مانند ملوانک، گاز را در فضای بین بدن و پوسته خود نگه می‌دارند. برخی دیگر آب شیرین‌تر را از کلیه‌هایشان ترشح می‌کنند و آب شور سنگین‌تر را از بدن خارج می‌کنند. برخی دیگر، مانند برخی ماهی‌ها، روغن را در کبد خود ذخیره می‌کنند و برخی از هشت‌پاها بدنی ژلاتینی دارند که یون‌های کلرید سبک‌تر جایگزین سولفات در بدنشان می‌شود.
ماهی‌های مرکب معمولاً شناوری منفی دارند، به این معنی که چگالی آنها از آب بیشتر است و به همین دلیل باید برای حفظ عمق خود انرژی مصرف کنند. این موضوع باعث می‌شود هزینه حرکت برای آنها بسیار بالا باشد. اما ماهی‌های مرکب و سرپایان ساکن در آب‌های عمیق معمولاً شناوری خنثی‌تری دارند که به آنها اجازه می‌دهد بدون نیاز به تنظیم عمق، کارآمدتر حرکت کنند.
هشت‌پای ساکن در شن با تقلید از رنگ و حرکات کفشک‌ماهی شنی، خود را از شکارچیان پنهان می‌کند. این هشت‌پا می‌تواند بدن خود را صاف کند و بازوهایش را به عقب بکشد تا شبیه کفشک‌ماهی شود و با همان سرعت و حرکات حرکت کند.
جالب است که ماده‌های دو گونه هشت‌پا، Ocythoe tuberculata و Haliphron atlanticus، یک بادکنک شناوری واقعی را در بدن خود ایجاد کرده‌اند.

#### حرکت هشت‌پا در مقابل ماهی مرکب
دو دسته از سرپایان، هشت‌پا و ماهی مرکب، با وجود اینکه از یک رده هستند، در حرکات خود بسیار متفاوت هستند. هشت‌پاها معمولاً به عنوان شناگران فعال دیده نمی‌شوند. آنها اغلب در حال جستجوی کف دریا یافت می‌شوند تا اینکه مسافت‌های طولانی را در آب شنا کنند. از سوی دیگر، ماهی‌های مرکب را می‌توان یافت که مسافت‌های زیادی را طی می‌کنند، برخی از آنها به اندازه ۲۰۰۰ کیلومتر در ۲٫۵ ماه با سرعت متوسط ۰٫۹ طول بدن در ثانیه حرکت می‌کنند. دلیل اصلی تفاوت در نوع و کارایی حرکت: آناتومی است.
هر دو هشت‌پا و ماهی مرکب دارای جبه هستند (در بالا به آن اشاره شد) که در تنفس و حرکت به شکل جت زدن عمل می‌کنند. با این حال، ترکیب این جبه‌ها بین این دو خانواده متفاوت است. در هشت پا، جبه از سه نوع ماهیچه تشکیل شده است: طولی، شعاعی و دایره ای. ماهیچه‌های طولی به موازات طول هشت‌پا قرار دارند و برای ثابت نگه داشتن طول جبه در طول فرایند جت زدن استفاده می‌شوند. با توجه به اینکه آنها ماهیچه هستند، می‌توان اشاره کرد که این بدان معناست که هشت‌پا باید به‌طور فعال ماهیچه‌های طولی را در طول جت زدن خم کند تا جبه را در طول ثابت نگه دارد. ماهیچه‌های شعاعی عمود بر ماهیچه‌های طولی قرار دارند و برای ضخیم و نازک شدن دیواره جبه استفاده می‌شوند. در نهایت، ماهیچه‌های دایره‌ای به عنوان فعال‌کننده‌های اصلی در جت زدن استفاده می‌شوند. آنها نوارهای عضلانی هستند که جبه را احاطه کرده و حفره را منبسط و منقبض می‌کنند. هر سه نوع ماهیچه در هماهنگی با هم عمل می‌کنند تا یک جت به عنوان سازوکار نیروی محرکه تولید کنند.
ماهی مرکب ماهیچه‌های طولی هشت‌پا را ندارد. در عوض، آنها یک بافت پیوندی به نام تونیک دارند. این تونیک از لایه‌هایی از کلاژن ساخته شده است و بالا و پایین جبه را احاطه می‌کند. از آنجایی که از کلاژن و نه عضله ساخته شده‌اند، تونیک‌ها اجسام سفت و سختی هستند که بسیار قوی‌تر از همتایان عضلانی هستند. این به ماهی مرکب مزایایی برای شنا با نیروی محرکه جت می‌دهد. سفتی به این معنی است که نیازی به خم شدن ماهیچه‌ها برای حفظ اندازه یکسان جبه نیست. علاوه بر این، تونیک‌ها تنها ۱٪ از ضخامت دیواره جبه ماهی مرکب را تشکیل می‌دهند، در حالی که فیبرهای عضلانی طولی تا ۲۰٪ از ضخامت دیواره جبه را در هشت‌پاها تشکیل می‌دهند. همچنین به دلیل سفتی تونیک، ماهیچه‌های شعاعی در ماهی مرکب می‌توانند با نیروی بیشتری منقبض شوند.
جبه تنها جایی نیست که ماهی مرکب کلاژن دارد. فیبرهای کلاژن در سراسر رشته‌های عضلانی دیگر در جبه قرار دارند. این فیبرهای کلاژن مانند کش عمل می‌کنند و گاهی اوقات «فنرهای کلاژن» نامیده می‌شوند. همان‌طور که از نام آن پیداست، این فیبرها مانند فنر عمل می‌کنند. هنگامی که عضلات شعاعی و دایره‌ای در جبه منقبض می‌شوند، به نقطه‌ای می‌رسند که انقباض دیگر برای حرکت رو به جلوی موجود زنده کارآمد نیست. در چنین مواردی، انقباض اضافی در کلاژن ذخیره می‌شود که سپس به‌طور مؤثر در پایان جت، انبساط جبه را آغاز می‌کند یا به آن کمک می‌کند. در برخی آزمایش‌ها، نشان داده شده است که کلاژن قادر است تا ۵۰ میلی‌ثانیه قبل از شروع فعالیت عضلانی، فشار جبه را افزایش دهد.
این تفاوت‌های آناتومیکی بین ماهی مرکب و هشت‌پا می‌تواند به توضیح این موضوع کمک کند که چرا ماهی مرکب را می‌توان در حال شنا به‌طور قابل مقایسه با ماهی یافت در حالی که هشت‌پاها معمولاً برای حرکت در کف دریا به اشکال دیگری مانند راه رفتن روی دو پا، خزیدن و شنا بدون جت متکی هستند.

### پوسته
ملوانک تنها سرپایان موجود با پوسته خارجی واقعی است. با این حال، همه پوسته‌های نرم‌تنان از روپوست (لایه بیرونی جنین) تشکیل می‌شوند. به عنوان مثال، در سپیداج (Sepia spp.)، یک فرورفتگی از روپوست (اکتودرم) در طول دوره جنینی تشکیل می‌شود که منجر به یک پوسته (کف دریا) می‌شود که در بزرگسالی داخلی است. همین امر در مورد گلادیوس کیتینی ماهی مرکب و هشت‌پا نیز صادق است. هشت‌پاهای Cirrate دارای تکیه‌گاه‌های باله غضروفی به شکل قوس هستند، که گاهی اوقات به عنوان «بقایای پوسته» یا «گلادیوس» نامیده می‌شوند. Incirrina یا یک جفت استایلت (Stylet) میله‌ای شکل دارند یا اثری از پوسته داخلی ندارند، و برخی از ماهی‌های مرکب نیز فاقد گلادیوس هستند. نیام‌داران صدف‌دار یک تبارشاخه (کلاد) یا حتی یک گروه پیراتباری (پارافیلتیک) را تشکیل نمی‌دهند. پوسته سرپاور مارپیچیSpirula به عنوان یک ساختار آلی شروع می‌شود و سپس به سرعت معدنی می‌شود. پوسته‌هایی که «گم می‌شوند» ممکن است با جذب مجدد جزء کربنات کلسیم از بین بروند.
ماده‌های جنس ملوانک کاغذی یک پوشش تخم مرغی مخصوص به نازکی کاغذ ترشح می‌کنند که در آن زندگی می‌کنند، و این به‌طور عامیانه به عنوان «پوسته» در نظر گرفته می‌شود، اگرچه به بدن حیوان متصل نیست و منشأ تکاملی متفاوتی دارد.
بزرگ‌ترین گروه سرپایان صدف‌دار، یعنی شاخ‌قوچی‌ها (آمونیت‌ها)، منقرض شده‌اند، اما پوسته‌های آنها به عنوان فسیل بسیار رایج هستند.
رسوب کربنات که منجر به پوسته معدنی می‌شود، به نظر می‌رسد با اسیدیته داربست (ماتریکس) آلی پوسته مرتبط باشد. سرپایان تشکیل‌دهنده پوسته دارای ماتریکس اسیدی هستند، در حالی که گلادیوس ماهی مرکب دارای ماتریکس بازی است. چیدمان اولیه دیواره خارجی سرپایان به این صورت است: یک لایه منشوری بیرونی (کروی)، یک لایه لایه‌ای (صدفی) و یک لایه منشوری داخلی. ضخامت هر لایه به گونه‌ها بستگی دارد. در سرپایان امروزی، کربنات کلسیم آراگونیت است. مانند سایر پوسته‌های نرم تنان یا اسکلت‌های مرجانی، کوچک‌ترین واحدهای قابل مشاهده دانه‌های گرد نامنظم هستند.

### زائده‌های سر
سرپایان، همان‌طور که از نامشان پیداست، دارای زائده‌های عضلانی هستند که از سر آنها بیرون زده و دهان آنها را احاطه کرده‌اند. این زائده‌ها در تغذیه، حرکت و حتی تولید مثل استفاده می‌شوند. در نیام‌داران (کولئوییدها) تعداد آنها هشت یا ده عدد است. ده‌پایان مانند سپیداج و ماهی مرکب دارای پنج جفت هستند. دو تای بلندتر که شاخک نامیده می‌شوند، به‌طور فعال درگرفتن طعمه نقش دارند. آنها می‌توانند به سرعت (در کمتر از ۱۵ میلی ثانیه) دراز شوند. در سرپاور غول پیکر ممکن است به طول ۸ متر برسند. آنها ممکن است به یک چماق پهن و پوشیده از مکنده ختم شوند. چهار جفت کوتاه‌تر بازو نامیده می‌شوند و در نگه داشتن و دستکاری موجود زنده گرفته شده نقش دارند. آنها نیز مکنده‌هایی در سمتی که به دهان نزدیک‌تر است دارند. اینها به نگه داشتن طعمه کمک می‌کنند. هشت‌پاها، همان‌طور که از نامشان پیداست، فقط چهار جفت بازوی پوشیده از مکنده دارند، اگرچه ناهنجاری‌های رشدی می‌توانند تعداد بازوهای بیان شده را تغییر دهند.
شاخک از یک طناب عصبی مرکزی ضخیم (که باید ضخیم باشد تا به هر مکنده اجازه کنترل مستقل داده شود) تشکیل شده است که توسط عضلات دایره‌ای و شعاعی احاطه شده است. از آنجایی که حجم شاخک ثابت می‌ماند، انقباض عضلات دایره‌ای باعث کاهش شعاع و افزایش سریع طول می‌شود. به‌طور معمول، افزایش طول ۷۰٪ با کاهش عرض ۲۳٪ به دست می‌آید. بازوهای کوتاه‌تر فاقد این توانایی هستند.
اندازه شاخک با اندازه حفره دهانی مرتبط است. شاخک‌های بزرگتر و قوی‌تر می‌توانند طعمه را نگه دارند زیرا لقمه‌های کوچک از آن گرفته می‌شود. با شاخک‌های کوچکتر و بیشتر، طعمه به‌طور کامل بلعیده می‌شود، بنابراین حفره دهان باید بزرگتر باشد.
ملوانک‌های دارای پوسته خارجی (ملوانک و دگرملوانک) دارای حدود ۹۰ زائده انگشت مانند هستند که شاخک نامیده می‌شوند و فاقد مکنده هستند اما در عوض چسبنده هستند و تا حدی جمع می‌شوند.

### تغذیه
همه سرپایان زنده دارای منقار دو قسمتی هستند. اکثر آنها دارای سوهانکradula نیز می‌باشند، اگرچه در بیشتر گونه‌های هشت پا این عضو تحلیل رفته و در مارپیچه‌ها به‌طور کلی وجود ندارد.: 7  آنها با گرفتن طعمه با شاخک‌هایشان، کشیدن آن به داخل دهان و گاز گرفتن از آن تغذیه می‌کنند. آنها ترکیبی از شیره‌های گوارشی سمی دارند که برخی از آنها توسط جلبک‌های همزیست ساخته می‌شوند و از غدد بزاقی خود روی طعمه‌ای که در دهانشان نگه داشته‌اند، می‌ریزند. این شیره‌ها گوشت طعمه را از استخوان یا صدف جدا می‌کنند. غده بزاقی دارای یک دندان کوچک در انتهای خود است که می‌تواند برای هضم طعمه از درون به داخل آن فرورود.
سرپایان برای تغذیه به شکار سایر جانوران و رژیم گوشتخواری سازش یافته‌اند، محل شکار با استفاده از چشم‌های قوی جانور مشخص شده و صید آنها با استفاده از بازوها و روش جهش بر روی طعمه انجام می‌گیرد، بازوها عمل نگهداری شکار را بر عهده دارند. سرپایان دارای سوهانک (رادولا) و یک جفت آرواره منقار شکل نیز هستند که در حفره دهانی قرار گرفته‌اند که این اندام‌ها عمل پاره کردن تکه‌های بزرگ غذا را انجام داده. رژیم غذایی این جانوران بستگی به محل زندگی آنها دارد و از ماهی‌ها، بی‌مهرگان بستر دریا مانند میگوها و خرچنگ‌های گرد و غیره تغذیه می‌کنند. مری سرپایان با حرکات کرم‌مانند، مواد غذایی را به معده هدایت می‌کند. معده عضلانی و به انتهای جلویی آن یک کورروده (سکوم) بزرگ متصل است آنزیم‌های غدد گوارشی (کبد و لوزالمعده) به محل اتصال معده و کورروده می‌ریزند. گوارش مواد غذایی کاملاً خارج سلولی است، این عمل ابتدا در معده آغاز شده و سپس در کورروده کامل می‌گردد، جذب مواد غذایی در دیواره کورروده صورت می‌گیرد، مواد ناگواردنی مستقیماً از معده وارد روده می‌شوند که روده به مخرج منتهی شده و مخرج به حفره جبه باز می‌گردد. عمل جذب مواد غذایی در سپیداج‌ها در کبد صورت می‌گیرد.
غده گوارشی نسبتاً کوتاه است. این غده دارای چهار عنصر است که غذا قبل از ورود به روده از طریق چینه دان، معده و کورروده (سکوم) عبور می‌کند. بیشتر هضم و همچنین جذب مواد مغذی در غده گوارشی که گاهی کبد نامیده می‌شود، اتفاق می‌افتد. مواد مغذی و مواد زائد از طریق یک جفت اتصال که غده را به محل اتصال معده و کورروده متصل می‌کند، بین روده و غده گوارشی مبادله می‌شوند. سلول‌های غده گوارشی مستقیماً مواد شیمیایی دفعی رنگدانه‌ای را در لومن روده آزاد می‌کنند که سپس با مخاطی که از طریق مقعد به صورت رشته‌های بلند و تیره عبور می‌کند، با کمک آب بازدمی از قیف خارج می‌شوند. سرپایان تمایل دارند فلزات سنگین بلعیده شده را در بافت بدن خود متمرکز کنند. با این حال، بازوهای هشت‌پا از خانواده‌ای از گیرنده‌های شیمیایی لمسی خاص سرپایان (CRs) استفاده می‌کنند تا سیستم «طعم با لمس» آنها باشند.

#### سوهانک

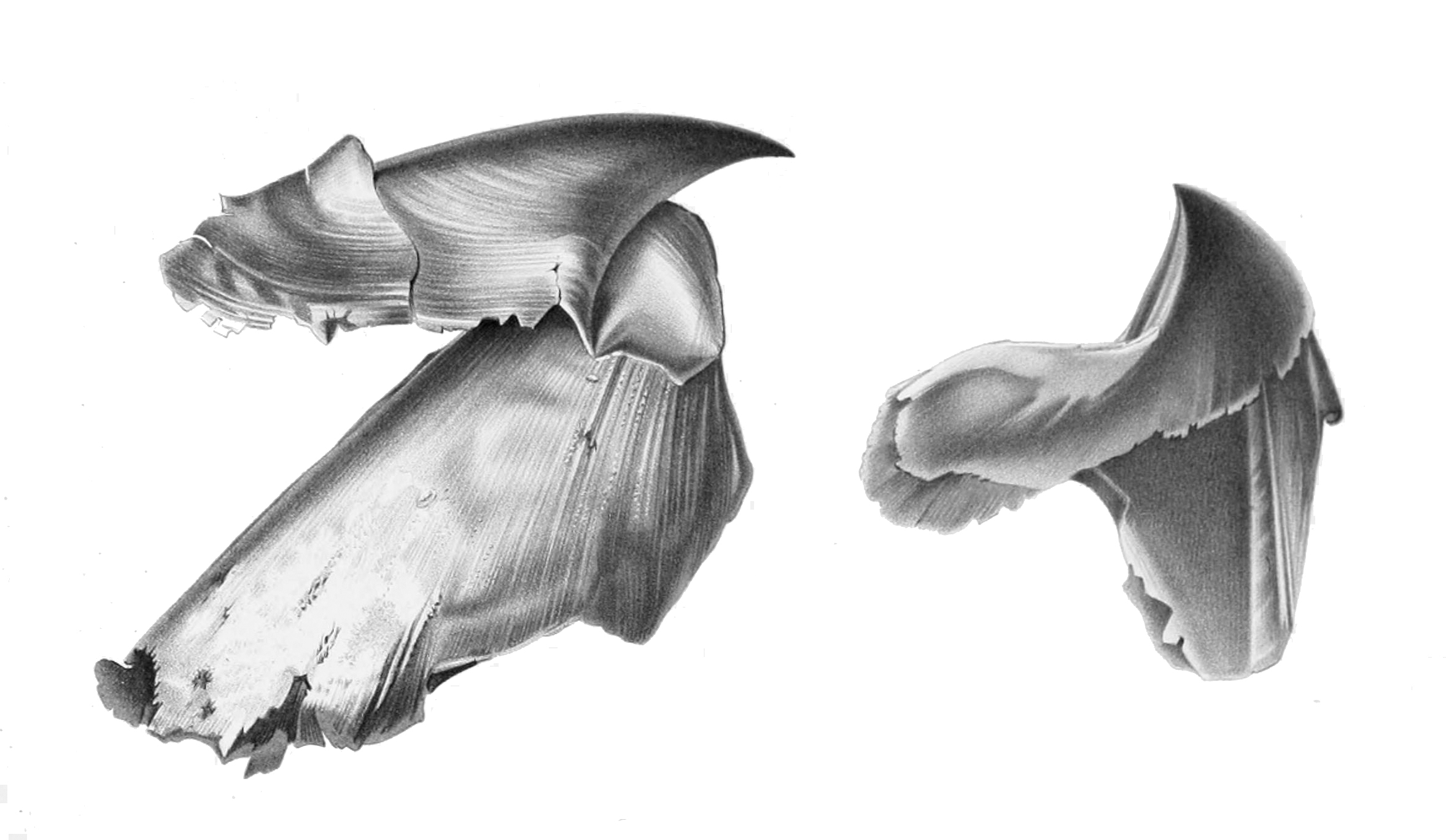
منقار دوبخشی سرپاور غول‌پیکر، Architeuthis sp.

سوهانکRadula سرپایان از ردیف‌های متقارن متعدد تا نه دندانه تشکیل شده است - سیزده در کلاس‌های فسیلی. این اندام در گونه‌های خاصی از هشت‌پا کاهش یافته یا حتی تحلیل رفته است و در مارپیچه‌ها وجود ندارد. دندانه‌ها یا به صورت هم‌دندانه (همودونت) هستند، یعنی مشابه در شکل در یک ردیف، یا ناهم‌دندانه (هترودونت) یا شانه‌دندانهctenodont. ارتفاع، عرض و تعداد دندانه‌های آنها بین گونه‌ها متفاوت است. الگوی دندان‌ها تکرار می‌شود، اما هر ردیف ممکن است با ردیف قبلی یکسان نباشد. به عنوان مثال، در هشت‌پا، توالی هر پنج ردیف تکرار می‌شود.
سوهانک‌های سرپایان در رسوبات فسیلی مربوط به دوره اردویسین شناخته شده‌اند. آنها معمولاً در داخل محفظه بدن سرپا، معمولاً همراه با آرواره‌ها، حفظ می‌شوند. اما این همیشه نباید اینطور باشد. بسیاری از سوهانک‌ها در طیف وسیعی از محیط‌ها در میسون کریک حفظ شده‌اند.
سوهانک‌ها معمولاً حتی زمانی که در فسیل‌ها حفظ می‌شوند، تشخیص آنها دشوار است، زیرا سنگ باید به روش صحیح هوازده و ترک بخورد تا آنها را آشکار کند. برای مثال، سوهانک‌ها تنها در نه مورد از ۴۳ جنس آمونیت یافت شده‌اند، و در اشکال غیر آمونوئیدی نادرتر هستند: تنها سه گونه قبل از میانه‌زیستی دارای یکی هستند.

## دستگاه دفع
دستگاه دفعی سرپایان شامل یک جفت کیسه بزرگ کلیوی است که از طریق منفذی به حفره جبه باز می‌گردد و از طرفی توسط مجرایی به نام مجرای پریکاردیال با حفره پریکاردی ارتباط دارد. سیاهرگ آوران خون به آبشش به نام سیاهرگ جلویی قبل از ریختن به آبشش از کیسه کلیوی عبور می‌کند. این سیاهرگ در داخل کیسه کلیوی انشعابات زیادی به نام ضمائم کلیوی پیدا می‌نماید همزمان با زنش قلب آبشش، خون وارد ضمائم کلیوی و از آن خارج می‌شود و طی این عمل مواد زائد دفعی از خون وارد کیسه‌ها می‌گردد
بیشتر سرپایان دارای یک جفت بزرگ کلیه هستند. مواد زائد سوخت و ساز فیلتر شده در حفره پریکارد (پیراشامه‌ی) قلب‌های شاخه‌ای تولید می‌شود که هر کدام از طریق یک کانال باریک به یک نفریدیوم (گُرده‌چه، اندامی نظیر کلیه در بی‌مهرگان) متصل می‌شوند. کانال، مواد دفعی را به یک کیسه کلیوی شبیه مثانه می‌رساند و همچنین آب اضافی را از فیلتر جذب می‌کند. چندین زائده از سیاهرگ‌های جانبی به داخل کیسه کلیوی بیرون زده و با ضربان قلب شاخه‌ای به‌طور مداوم باد می‌شوند و خالی می‌شوند. این عمل به پمپاژ مواد زائد ترشح‌شده به داخل کیسه‌ها کمک می‌کند تا از طریق یک منفذ به داخل حفره جبه رها شوند.
ملوانک به‌طور غیرمعمول دارای چهار نفریدیوم است که هیچ‌یک از آنها به حفره‌های پریکارد متصل نیستند.
به نظر می‌رسد ترکیب آمونیاک برای تشکیل پوسته در نرم‌تنان خشکی‌زی و سایر دودمان‌های غیر نرم‌تنان مهم است. از آنجایی که پروتئین (یعنی گوشت) بخش اصلی رژیم غذایی سرپایان است، مقدار زیادی آمونیوم به عنوان مواد زائد تولید می‌شود. اندام‌های اصلی که در آزادسازی این آمونیوم اضافی نقش دارند، آبشش‌ها هستند. میزان آزادسازی در سرپایان صدف‌دار ملوانک و سپیداج به دلیل استفاده از نیتروژن برای پر کردن پوسته‌های خود با گاز برای افزایش شناوری، کمترین است. سایر سرپایان از آمونیوم به روشی مشابه استفاده می‌کنند و یون‌ها را (به عنوان آمونیوم کلرید) ذخیره می‌کنند تا چگالی کلی خود را کاهش دهند و شناوری را افزایش دهند.

### زادآوری و چرخه زندگی

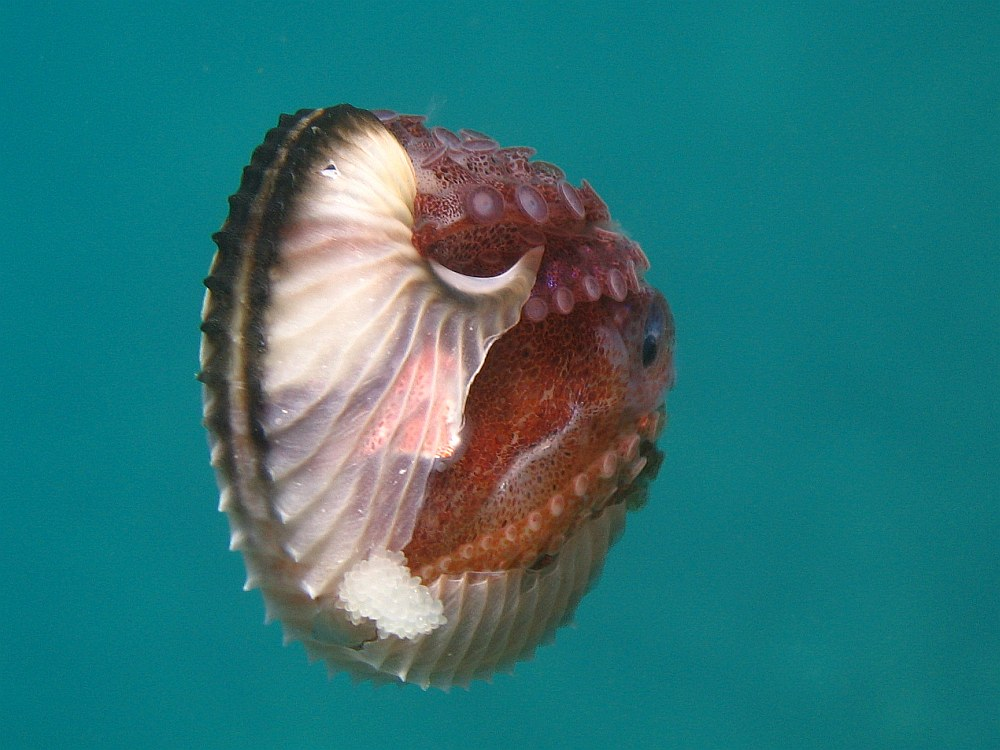
Argonauta argo ماده با محفظهٔ تخم و تخم‌ها

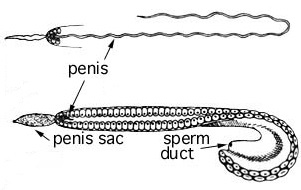
جزئیات هکتوکوتایلوس Ocythoe tuberculata

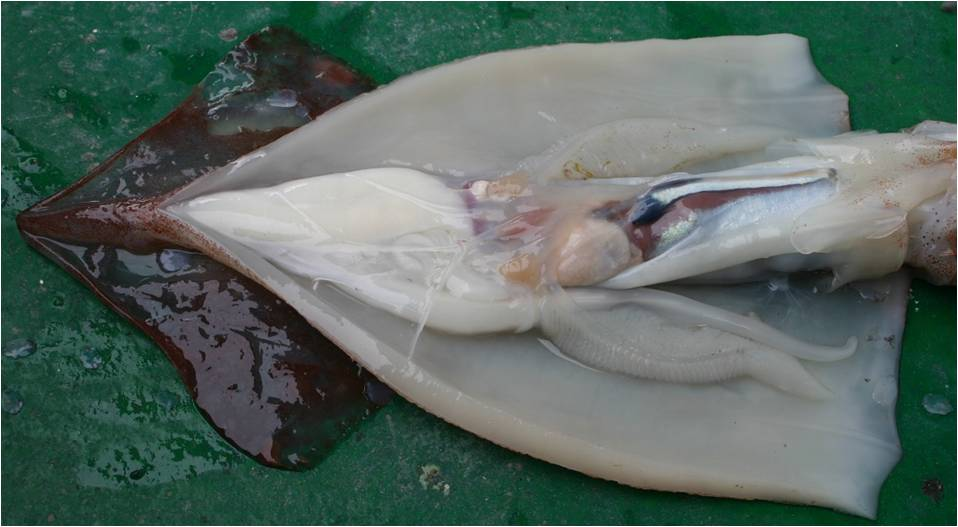
یک نمونه کالبدشکافی شده از Onykia ingens نر، که آلت تناسلی غیر نعوظ (ساختار لوله‌ای سفید واقع در زیر بیشتر اندام‌های دیگر) را نشان می‌دهد.

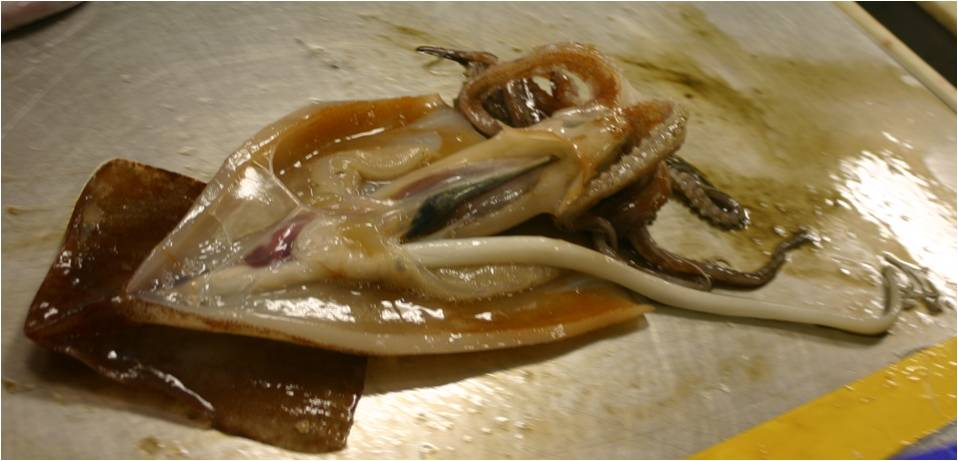
نمونه‌ای از همان گونه که آلت تناسلی خود را به طول ۶۷ سانتی‌متر دراز کرده است.

سرپایان گروه متنوعی از گونه‌ها هستند، اما ویژگی‌های مشترکی در چرخه زندگی خود دارند، مانند رشد سریع و عمر کوتاه. میزان تولید مثل آنها به عوامل محیطی مانند دما، اکسیژن، آلودگی، نور و شوری بستگی دارد. این عوامل بر سرعت رشد جنین و موفقیت در تولد نوزادان تأثیر می‌گذارند.
در دسترس بودن غذا نیز نقش مهمی در تولید مثل سرپایان دارد. کمبود غذا می‌تواند بر زمان تخم‌ریزی و رشد آنها تأثیر بگذارد. زمان تخم‌ریزی و مدت زمان پرورش نوزادان در بین گونه‌های مختلف متفاوت است و به دما بستگی دارد. سرپایان آب‌های کم‌عمق معمولاً در ماه‌های سرد تخم‌ریزی می‌کنند تا نوزادان در دمای گرم‌تر از تخم بیرون بیایند. مدت زمان پرورش نوزادان می‌تواند از چند روز تا یک ماه طول بکشد.
بیشتر سرپایان از نوزادان خود مراقبت نمی‌کنند، به جز برخی گونه‌ها مانند هشت‌پا که برای افزایش بخت بقای فرزندان خود از آنها مراقبت می‌کنند.

#### بلوغ جنسی
سرپایان پس از رسیدن به بلوغ جنسی و اندازه کامل، شروع به تخم‌ریزی و تولید مثل می‌کنند و در بیشتر گونه‌ها، پس از این مرحله می‌میرند. بلوغ جنسی در سرپایان نر و ماده با بزرگ شدن غدد جنسی و غدد ضمیمه از داخل بدن مشخص می‌شود. اما جفت‌گیری نمی‌تواند نشانه خوبی برای بلوغ جنسی ماده‌ها باشد، زیرا آنها می‌توانند حتی قبل از بلوغ کامل، اسپرم را دریافت و ذخیره کنند تا زمانی که برای بارور کردن تخمک‌ها آماده شوند.
نرها در رقابت برای جفت‌گیری با ماده‌های نابالغ، پرخاشگرتر از زمانی هستند که برای یک ماده بالغ رقابت می‌کنند.
بیشتر سرپایان نر دارای یک بازوی مخصوص به نام هکتوکوتیلوس (به معنای صد بادکش) هستند که اسپرم را به داخل حفره جبه ماده منتقل می‌کند. اما همه گونه‌ها از این روش استفاده نمی‌کنند؛ مثلاً ملوانک بالغ یک اسپادیکس (نَخلَک) را آزاد می‌کند. برخی ماهی‌های مرکب نر، به ویژه گونه‌های آب‌های عمیق، آلت تناسلی بسیار بلندی دارند که از طول بدنشان نیز بیشتر است و بلندترین آلت تناسلی در بین جانوران آزادزی محسوب می‌شود. این نرها اسپرماتوفور را به هر جای بدن ماده که بتوانند می‌چسبانند.
یکی از نشانه‌های بلوغ جنسی در ماده‌ها، رشد فوتوفورهای بازویی (اندام‌های تولید نور) است که برای جذب جفت استفاده می‌شوند.

#### لقاح
سرپایان پس از رسیدن به بلوغ جنسی، شروع به تخم‌ریزی و تولید مثل می‌کنند. در بیشتر گونه‌ها، ماده‌ها پس از تخم‌ریزی می‌میرند. لقاح معمولاً خارجی است، به این معنی که ماده‌ها از اسپرم نرها در خارج از بدن خود استفاده می‌کنند. تنها در هشت‌پا لقاح داخلی دیده می‌شود.
جفت‌گیری با گرفتن ماده توسط نر و پیچیدن بازوی خود به دور او آغاز می‌شود. سپس نر با انقباض عضلات جبه خود، اسپرم را آزاد می‌کند. سرپایان اغلب چندین بار جفت‌گیری می‌کنند و نرها تمایل دارند با ماده‌هایی که قبلاً جفت‌گیری کرده‌اند، مدت طولانی‌تری جفت‌گیری کنند.
ماده‌ها برای اطمینان از لقاح تخم‌ها، یک ماده جذب‌کننده اسپرم از طریق لایه‌های ژلاتینی تخمک آزاد می‌کنند تا اسپرم را به سمت تخمک‌ها هدایت کنند.
تخم‌های سرپایان در دسته‌تخم‌هایی قرار می‌گیرند که هر تخم دارای یک پوشش محافظ است. استراتژی‌های تولید مثلی در بین گونه‌های مختلف متفاوت است. برخی از گونه‌ها، مانند هشت‌پای غول‌پیکر اقیانوس آرام، تخم‌های بزرگ خود را در لانه می‌گذارند. برخی دیگر، مانند سرپاور پرنده ژاپنی، دسته‌تخم‌هایی با شناوری خنثی تولید می‌کنند که در لایه‌های مختلف آب شناور می‌شوند، یا ماده تخم‌ها را با خود حمل می‌کند.
بیشتر سرپایان تنها یک بار در طول زندگی خود تولید مثل می‌کنند و سپس می‌میرند، اما برخی گونه‌ها مانند ماهی مرکب جهنمی، هشت‌پای راه‌راه کوچک اقیانوس آرام و ملوانک می‌توانند چندین بار تولید مثل کنند.
در برخی گونه‌ها، دسته‌تخم‌ها توسط ماده به لایه‌های زیرین متصل می‌شوند. این تخم‌ها با مایعی به نام پریویتلینperivitelline پر می‌شوند که از جوجه‌ریزی زودرس جلوگیری می‌کند. دسته‌تخم‌های بارور شده معمولاً شناوری خنثی دارند، اما می‌توانند در بسترهایی مانند شن، مرجان‌ها یا جلبک‌های دریایی نیز یافت شوند. در گونه‌هایی که مراقبت والدین وجود ندارد، ماده ممکن است برای استتار جنین‌ها از شکارچیان، مرکب را به کپسول‌های تخم تزریق کند.

#### رقابت نر با نر
رقابت بین نرهای سرپایان برای جفت‌گیری بسیار شدید است. این رقابت می‌تواند شامل رفتارهای تهاجمی مانند حمله و گاز گرفتن بازوهای یکدیگر باشد. معمولاً نرهای بزرگتر در این رقابت‌ها پیروز می‌شوند. یکی از روش‌های جالب رقابت، برون‌شویی (فلاشینگ) است. در این روش، نر دوم با وارد کردن آب به داخل حفره دهانی ماده، اسپرم‌های نر اول را خارج می‌کند.
برخی از نرهای کوچک‌تر نیز از روش «جفت‌گیری مخفیانه» استفاده می‌کنند. آنها رفتار خود را شبیه ماده‌ها می‌کنند تا از پرخاشگری نرهای بزرگتر در امان باشند و در فرصت مناسب، تخم‌ها را بارور کنند.

#### انتخاب جفت
در برخی گونه‌ها مانند سپیداج، ماده‌ها برخی نرها را به دیگران ترجیح می‌دهند، اما معیار این انتخاب هنوز مشخص نیست. برخی معتقدند که ماده‌ها از طریق بویایی، نرها را ارزیابی می‌کنند. بسیاری از سرپایان چندهمسر هستند، یعنی ماده‌ها اسپرم چندین نر را دریافت و ذخیره می‌کنند. اما پس از تخم‌گذاری، ماده‌ها دیگر پذیرای جفت‌گیری نیستند.
ماده‌ها می‌توانند اسپرم را در دو مکان ذخیره کنند: در حفره دهانی (جایی که نرهای جدید اسپرم خود را قرار می‌دهند) و در مخازن داخلی (جایی که اسپرم نرهای قبلی ذخیره می‌شود). این ذخیره اسپرم باعث رقابت بین اسپرم‌های نرهای مختلف می‌شود و ماده می‌تواند کنترل کند که کدام اسپرم تخم‌ها را بارور کند. نرها برای کاهش این رقابت، رفتارهایی مانند محافظت از جفت و خارج کردن اسپرم نرهای دیگر را انجام می‌دهند.
هشت‌پای حلقه‌آبی یک استثنا است و به راحتی با هر دو جنس نر و ماده جفت‌گیری می‌کند.

#### دوشکلی جنسیتی
در برخی از گونه‌های سرپایان، ماده‌ها بزرگتر از نرها هستند. در برخی موارد، نرها بسیار کوچک‌تر از ماده‌ها می‌شوند که به آن کوتولگی می‌گویند. این پدیده بیشتر در جمعیت‌هایی با تراکم کم دیده می‌شود. هشت‌پای پتویی نر نمونه‌ای از کوتولگی جنسی تکاملی است که در آن ماده‌ها ۱۰ تا ۴۰ هزار برابر بزرگتر از نرها هستند.

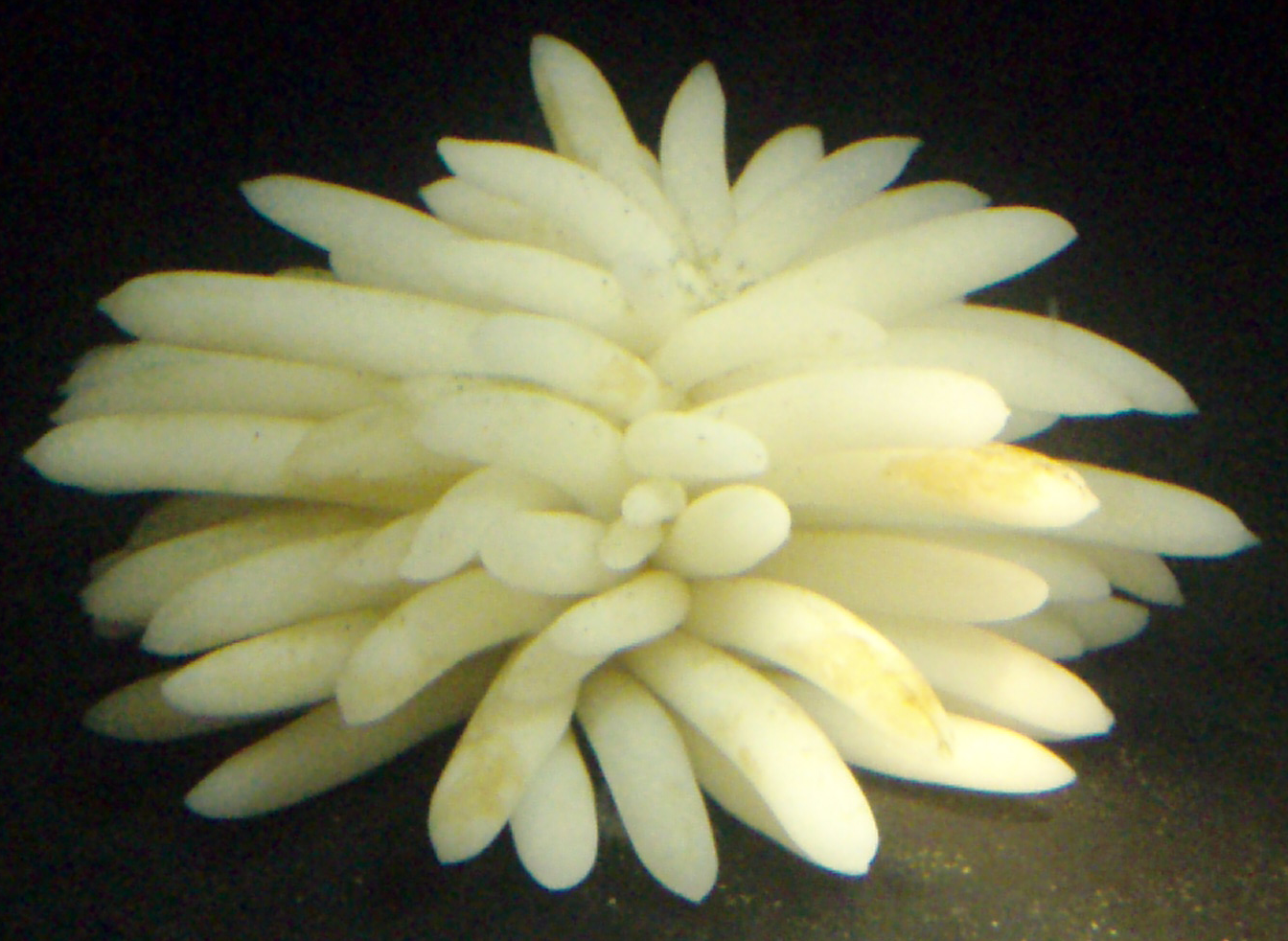
Egg cases laid by a female squid

#### جنین‌شناسی
تخم‌های سرپایان اندازه‌های بسیار متفاوتی دارند و قطر آنها از ۱ تا ۳۰ میلی‌متر متغیر است. پس از لقاح، تخم به دو بخش تقسیم می‌شود: یک دیسک از سلول‌های زاینده در یک قطب و زرده در قطب دیگر. دیسک زاینده رشد می‌کند و زرده را احاطه کرده و جذب می‌کند تا جنین را تشکیل دهد. در ابتدا، شاخک‌ها و بازوها در قسمت پشتی بدن ظاهر می‌شوند، جایی که پا در سایر نرم‌تنان قرار دارد، و سپس به سمت سر حرکت می‌کنند.
قیف سرپایان در بالای سر آنها و دهان در سطح مقابل تشکیل می‌شود. مراحل اولیه رشد جنین سرپایان شبیه به شکم‌پایان آغازین و تک‌لاکه‌ای‌های امروزی است. پوسته‌ها از یک چارچوب آلی تشکیل می‌شوند که بعداً معدنی می‌شود. در سپیداج‌ها که پوسته داخلی دارند، این چارچوب آلی در یک فرورفتگی تشکیل می‌شود که منافذ آن قبل از رسوب مواد معدنی بسته می‌شوند.

#### رشد
مدت زمان بیرون آمدن نوزادان از تخم در سرپایان بسیار متفاوت است. تخم‌های کوچک‌تر در آب‌های گرم‌تر سریع‌تر از تخم بیرون می‌آیند و نوزادان می‌توانند پس از چند روز متولد شوند، در حالی که تخم‌های بزرگتر در آب‌های سردتر ممکن است بیش از یک سال طول بکشد تا نوزادان از آنها بیرون بیایند. فرایند رشد جنین تا تولد در همه گونه‌ها مشابه است و تفاوت اصلی در مقدار زرده موجود برای نوزادان و زمان جذب آن توسط جنین است.
برخلاف بیشتر نرم‌تنان دیگر، سرپایان مرحله لاروی متمایز ندارند. نوزادان آنها پارالاروا نامیده می‌شوند و به سرعت یاد می‌گیرند که چگونه شکار کنند و با اصلاح استراتژی‌های خود در مواجهه با طعمه، مهارت‌های شکار خود را بهبود می‌بخشند.
رشد در نوجوانان معمولاً به صورت متناسب (ایزومتریک) است، به این معنی که تمام قسمت‌های بدن با سرعت یکسانی رشد می‌کنند. اما در بزرگسالان، رشد نامتناسب (آلومتریک) است، یعنی برخی از قسمت‌های بدن سریع‌تر از سایر قسمت‌ها رشد می‌کنند.

## فرگشت
دیدگاه سنتی دربارهٔ تکامل سرپایان این است که آنها در اواخر دوره کامبرین از یک جد تک‌لاکه‌ای با پوسته خمیده و مخروطی تکامل یافته‌اند. این جد احتمالاً شبیه به شکم‌پایان (حلزون‌ها) بوده است. شباهت سرپای صدف‌دار اولیه به نام سیخک‌شاخی (Plectronoceras) به برخی از شکم‌پایان، این دیدگاه را تأیید می‌کند.
توسعه یک خرطومچه (سیفونکل) در پوسته این اشکال اولیه به آنها اجازه می‌داد تا با گاز پر شوند (و بنابراین شناور شوند) و پوسته‌ها را در حالت ایستاده نگه دارند در حالی که جانور در امتداد کف دریا می‌خزید. این ویژگی، سرپایان واقعی را از اجداد فرضی مانند نایت‌قیفی (Knightoconus) که فاقد خرطومچه بودند، متمایز می‌کند.
شناوری خنثی یا مثبت (یعنی توانایی شناور شدن) بعداً به وجود آمد و به دنبال آن شنا در سیخک‌شاخیان و در نهایت حرکت با پیشرانه جتی (فواره‌ای) در سرپایان پیشرفته‌تر ایجاد شد.
اگرچه بقایای احتمالی از کامبرین اولیه در شبه‌جزیره آوالون پیدا شده است که با داده‌های ژنتیکی برای منشأ قبل از کامبرین مطابقت دارد، اما بعداً مشخص شد که این نمونه یک کایمرا (ترکیبی از بقایای چند موجود) بوده است.
در سال ۲۰۱۰، برخی محققان پیشنهاد کردند که میگوی شناگر باله‌دارNectocaris pteryx یک سرپای اولیه بدون پوسته بوده که به نظر می‌رسد با روشی مشابه سرپایان پیشرفته‌تر، یعنی با پیشرانه جت حرکت می‌کرده است. این موضوع باعث ایجاد ابهام در مورد ترتیب پیدایش ویژگی‌های سرپایان شد. با این حال، اکثر محققان دیگر با این نظر که میگوی شناگر یک سرپا یا حتی یک نرم‌تن بوده است، موافق نیستند.
سرپایان اولیه احتمالاً شکارچیانی بودند که در بالای زنجیره غذایی قرار داشتند. پس از انقراض بزرگ در پایان دوره کامبرین، بسیاری از شکارچیان بزرگی مثل پره‌دندان‌سانان از بین رفتند و جایگاه آنها برای سایر حیوانات خالی شد. در طول دوره اردویسین، سرپایان اولیه به سرعت تنوع یافتند و در دریاهای دوران‌های دیرینه‌زیستی و میانه‌زیستی فراوان و متنوع شدند.
در اوایل دوران دیرینه‌زیستی، محدوده زندگی سرپایان بسیار محدودتر از امروز بود. آنها عمدتاً به مناطق ساحلی کم‌عمق در عرض‌های جغرافیایی پایین محدود می‌شدند و معمولاً در نزدیکی ترومبولیت‌ها (ساختارهای رسوبی ساخته شده توسط میکروب‌ها) یافت می‌شدند. با گذشت زمان، آنها به تدریج به زیستگاه‌های عمیق‌تر در دریاها نیز راه یافتند.
در میانه دوره اردویسین، اولین سرپایانی ظاهر شدند که پوسته‌های آنها به اندازه کافی قوی بود تا بتوانند در فشارهای آب‌های عمیق‌تر مقاومت کنند و در اعماق بیش از ۱۰۰ تا ۲۰۰ متر زندگی کنند. جهت پیچش پوسته برای موفقیت آینده این گروه بسیار مهم بود. پیچش درون‌شکمی (خمیدگی به سمت داخل) تنها اجازه می‌داد که اندازه بزرگ با یک پوسته صاف به دست آید، در حالی که پیچش برون‌شکمی (خمیدگی به سمت بیرون) که در ابتدا نادر بود، به مارپیچ‌های آشنای ثبت شده در فسیل‌ها اجازه می‌داد تا با اندازه بزرگ و تنوع زیاد رشد کنند. (درون‌شکمی به این معنی است که پوسته به گونه‌ای خمیده است که قسمت شکمی یا پایینی به صورت طولی مقعر است (شکم به داخل). برون‌شکمی به این معنی است که پوسته به گونه‌ای خمیده است که قسمت شکمی به صورت طولی محدب است (شکم به بیرون) که به قیف اجازه می‌دهد به سمت عقب زیر پوسته هدایت شود).

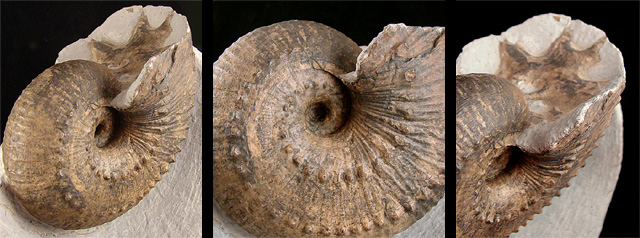
An شاخ‌قوچی with the body chamber missing, showing the septal surface (especially at right) with its undulating lobes and saddles

اجداد نیام‌داران (کولئوییدها) (شامل بیشتر سرپایان امروزی) و اجداد ملوانک‌های امروزی، بیش از ۴۷۰ میلیون سال پیش تا عصر فلویان در دوره اردویسین اولیه از هم جدا شدند. Bactritida، یک گروه از سرپایان باستانی، به عنوان نیای احتمالی نیام‌داران (ماهی مرکب، هشت‌پا و سپیداج) و آمونوئیدها (گروهی از سرپایان منقرض شده) در نظر گرفته می‌شوند. افزایش تنوع نیام‌داران و آمونوئیدها در آغاز دوره دونین با افزایش تنوع ماهی‌ها همزمان است که ممکن است نشان‌دهنده منشأ این دو گروه باشد.
برخلاف بیشتر سرپایان امروزی، اکثر گونه‌های باستانی دارای پوسته محافظ بودند. این پوسته‌ها ابتدا مخروطی شکل بودند، اما بعداً به شکل‌های مارپیچی شبیه به ملوانک‌های امروزی تبدیل شدند. رقابت با ماهی‌ها ممکن است باعث شده باشد که سرپایان صدف‌دار به آب‌های عمیق‌تر بروند و در نتیجه، فشار تکاملی برای از دست دادن پوسته و پیدایش نیام‌داران امروزی ایجاد شده باشد. از دست دادن پوسته باعث افزایش هزینه‌های متابولیکی به دلیل از دست دادن شناوری شد، اما به آنها اجازه داد تا دوباره به آب‌های کم‌عمق بازگردند.
همچنین بحث‌هایی در مورد منشأ بازوها و شاخک‌های سرپایان وجود دارد. یک فرضیه قدیمی‌تر می‌گوید که این زائده‌ها شبیه به زائده‌های سر در شکم‌پایان هستند و بنابراین ممکن است از بافت‌های سر جنینی منشأ گرفته باشند. با این حال، فرضیه جدیدتر و مورد قبول‌تری می‌گوید که این زائده‌ها از بافت‌های جنینی «پا» منشأ می‌گیرند. این فرضیه با مطالعات روی ملوانک‌ها که نشان می‌دهد جوانه‌های اندام از بافت‌های پایی منشأ می‌گیرند، پشتیبانی می‌شود.

### ژنتیک
توالی‌یابی کامل ژنوم سرپایان به دلیل طول و تکرارهای زیاد در DNA آنها، برای محققان چالش‌برانگیز بوده است. در ابتدا تصور می‌شد که ویژگی‌های ژنوم سرپایان نتیجه دو برابر شدن کل ژنوم است. اما پس از توالی‌یابی کامل ژنوم یک هشت‌پای دوخال کالیفرنیایی، مشخص شد که الگوهای ژنوم آن مشابه سایر بی‌مهرگان دریایی است، با این تفاوت که بخش‌های قابل توجهی به ژنوم اضافه شده است که به نظر می‌رسد مختص سرپایان باشد. هیچ مدرکی مبنی بر دو برابر شدن کامل ژنوم یافت نشد.
درون ژنوم هشت‌پای دوخال کالیفرنیایی، تکرارهای زیادی از دو خانواده ژنی وجود دارد. جالب اینجاست که این خانواده‌های ژنی گسترش یافته قبلاً فقط در مهره‌داران دیده شده بودند و با رفتارهای تکرارشونده مرتبط بودند.
خانواده ژنی اول، پروتوکادرین (Protocadherin) نام دارد که در رشد و توسعه نورون‌ها نقش دارد. پروتوکادرین‌ها به عنوان مولکول‌های چسبندگی سلولی عمل می‌کنند که برای تشکیل سیناپس‌ها ضروری هستند. سازوکار تکثیر این خانواده ژنی در مهره‌داران با بریدن و چسباندن پیچیده ژن‌ها مرتبط است. اما در سرپایان، این خانواده ژنی به دلیل تکرارهای پشت سر هم ژن‌ها گسترش یافته است. این تفاوت در سازوکار تکثیر نشان می‌دهد که گسترش ژن پروتوکادرین در مهره‌داران و بی‌مهرگان به‌طور مستقل و جداگانه تکامل یافته است.
مطالعات ژن‌های پروتوکادرین در سرپایان نشان می‌دهد که تکامل این ژن‌ها در بین گونه‌های مختلف سرپایان نیز مستقل بوده است. به عنوان مثال، ژن‌های پروتوکادرین در یک گونه ماهی مرکب ساحلی با ژن‌های پروتوکادرین هشت‌پای دوخال کالیفرنیایی تفاوت قابل توجهی دارند. این نشان می‌دهد که گسترش ژن پروتوکادرین قبل از جدا شدن گونه‌های مختلف سرپایان از یکدیگر رخ نداده است. با وجود تفاوت در سازوکار گسترش ژن، ژن‌های پروتوکادرین هشت‌پای دوخال بیشتر شبیه مهره‌داران هستند تا ماهی مرکب، که نشان‌دهنده یک سازوکار تکامل همگرا است.
خانواده ژنی دوم، C2H2 نام دارد که پروتئین‌های کوچکی هستند و به عنوان فاکتورهای رونویسی عمل می‌کنند. C2H2 در تنظیم عملکرد DNA, RNA و پروتئین در داخل سلول نقش دارد.

### تبارزایی
اجماع تقریبی تبارزایی (فیلوژنی) سرپایان موجود، پس از Whalen & Landman (2022)، در تبارشاخه‌نگار (کلادوگرام) نشان داده شده است. گونه‌های معدنی شده به صورت پررنگ هستند.
|  | ملوانک‌سانان |
|  |             |

|  | خون‌آشام‌ریختان (vampire squid) |
|  |                               |
|  | هشت‌پا (octopus)               |
|  |                               |

|  | ماهی مرکب دم‌کل (bobtail squid) |
|  |                                |
|  | Idiosepida                     |
|  |                                |

|  | Myopsida                                                    |
|  |                                                             |
|  | \| \| Bathyteuthida \| \| \| \| \| \| Oegopsida \| \| \| \| |
|  |                                                             |
|  | Bathyteuthida                                               |
|  |                                                             |
|  | Oegopsida                                                   |
|  |                                                             |

|  | Bathyteuthida |
|  |               |
|  | Oegopsida     |
|  |               |

|  | ماهی مرکب دم‌کل (bobtail squid) |
|  |                                |
|  | Idiosepida                     |
|  |                                |

|  | Myopsida                                                    |
|  |                                                             |
|  | \| \| Bathyteuthida \| \| \| \| \| \| Oegopsida \| \| \| \| |
|  |                                                             |
|  | Bathyteuthida                                               |
|  |                                                             |
|  | Oegopsida                                                   |
|  |                                                             |

|  | Bathyteuthida |
|  |               |
|  | Oegopsida     |
|  |               |

|  | ماهی مرکب دم‌کل (bobtail squid) |
|  |                                |
|  | Idiosepida                     |
|  |                                |

|  | Myopsida                                                    |
|  |                                                             |
|  | \| \| Bathyteuthida \| \| \| \| \| \| Oegopsida \| \| \| \| |
|  |                                                             |
|  | Bathyteuthida                                               |
|  |                                                             |
|  | Oegopsida                                                   |
|  |                                                             |

|  | Bathyteuthida |
|  |               |
|  | Oegopsida     |
|  |               |

|  | ماهی مرکب دم‌کل (bobtail squid) |
|  |                                |
|  | Idiosepida                     |
|  |                                |

|  | Myopsida                                                    |
|  |                                                             |
|  | \| \| Bathyteuthida \| \| \| \| \| \| Oegopsida \| \| \| \| |
|  |                                                             |
|  | Bathyteuthida                                               |
|  |                                                             |
|  | Oegopsida                                                   |
|  |                                                             |

|  | Bathyteuthida |
|  |               |
|  | Oegopsida     |
|  |               |

|  | ماهی مرکب دم‌کل (bobtail squid) |
|  |                                |
|  | Idiosepida                     |
|  |                                |

|  | Myopsida                                                    |
|  |                                                             |
|  | \| \| Bathyteuthida \| \| \| \| \| \| Oegopsida \| \| \| \| |
|  |                                                             |
|  | Bathyteuthida                                               |
|  |                                                             |
|  | Oegopsida                                                   |
|  |                                                             |

|  | Bathyteuthida |
|  |               |
|  | Oegopsida     |
|  |               |

|  | ماهی مرکب دم‌کل (bobtail squid) |
|  |                                |
|  | Idiosepida                     |
|  |                                |

|  | Myopsida                                                    |
|  |                                                             |
|  | \| \| Bathyteuthida \| \| \| \| \| \| Oegopsida \| \| \| \| |
|  |                                                             |
|  | Bathyteuthida                                               |
|  |                                                             |
|  | Oegopsida                                                   |
|  |                                                             |

|  | Bathyteuthida |
|  |               |
|  | Oegopsida     |
|  |               |

|  | ماهی مرکب دم‌کل (bobtail squid) |
|  |                                |
|  | Idiosepida                     |
|  |                                |

|  | Myopsida                                                    |
|  |                                                             |
|  | \| \| Bathyteuthida \| \| \| \| \| \| Oegopsida \| \| \| \| |
|  |                                                             |
|  | Bathyteuthida                                               |
|  |                                                             |
|  | Oegopsida                                                   |
|  |                                                             |

|  | Bathyteuthida |
|  |               |
|  | Oegopsida     |
|  |               |

|  | ماهی مرکب دم‌کل (bobtail squid) |
|  |                                |
|  | Idiosepida                     |
|  |                                |

|  | Myopsida                                                    |
|  |                                                             |
|  | \| \| Bathyteuthida \| \| \| \| \| \| Oegopsida \| \| \| \| |
|  |                                                             |
|  | Bathyteuthida                                               |
|  |                                                             |
|  | Oegopsida                                                   |
|  |                                                             |

|  | Bathyteuthida |
|  |               |
|  | Oegopsida     |
|  |               |

|  | ماهی مرکب دم‌کل (bobtail squid) |
|  |                                |
|  | Idiosepida                     |
|  |                                |

|  | Myopsida                                                    |
|  |                                                             |
|  | \| \| Bathyteuthida \| \| \| \| \| \| Oegopsida \| \| \| \| |
|  |                                                             |
|  | Bathyteuthida                                               |
|  |                                                             |
|  | Oegopsida                                                   |
|  |                                                             |

|  | Bathyteuthida |
|  |               |
|  | Oegopsida     |
|  |               |

|  | ماهی مرکب دم‌کل (bobtail squid) |
|  |                                |
|  | Idiosepida                     |
|  |                                |

|  | Myopsida                                                    |
|  |                                                             |
|  | \| \| Bathyteuthida \| \| \| \| \| \| Oegopsida \| \| \| \| |
|  |                                                             |
|  | Bathyteuthida                                               |
|  |                                                             |
|  | Oegopsida                                                   |
|  |                                                             |

|  | Bathyteuthida |
|  |               |
|  | Oegopsida     |
|  |               |

|  | ماهی مرکب دم‌کل (bobtail squid) |
|  |                                |
|  | Idiosepida                     |
|  |                                |

|  | Myopsida                                                    |
|  |                                                             |
|  | \| \| Bathyteuthida \| \| \| \| \| \| Oegopsida \| \| \| \| |
|  |                                                             |
|  | Bathyteuthida                                               |
|  |                                                             |
|  | Oegopsida                                                   |
|  |                                                             |

|  | Bathyteuthida |
|  |               |
|  | Oegopsida     |
|  |               |

|  | ماهی مرکب دم‌کل (bobtail squid) |
|  |                                |
|  | Idiosepida                     |
|  |                                |

|  | Myopsida                                                    |
|  |                                                             |
|  | \| \| Bathyteuthida \| \| \| \| \| \| Oegopsida \| \| \| \| |
|  |                                                             |
|  | Bathyteuthida                                               |
|  |                                                             |
|  | Oegopsida                                                   |
|  |                                                             |

|  | Bathyteuthida |
|  |               |
|  | Oegopsida     |
|  |               |

|  | ماهی مرکب دم‌کل (bobtail squid) |
|  |                                |
|  | Idiosepida                     |
|  |                                |

|  | Myopsida                                                    |
|  |                                                             |
|  | \| \| Bathyteuthida \| \| \| \| \| \| Oegopsida \| \| \| \| |
|  |                                                             |
|  | Bathyteuthida                                               |
|  |                                                             |
|  | Oegopsida                                                   |
|  |                                                             |

|  | Bathyteuthida |
|  |               |
|  | Oegopsida     |
|  |               |

|  | ماهی مرکب دم‌کل (bobtail squid) |
|  |                                |
|  | Idiosepida                     |
|  |                                |

|  | Myopsida                                                    |
|  |                                                             |
|  | \| \| Bathyteuthida \| \| \| \| \| \| Oegopsida \| \| \| \| |
|  |                                                             |
|  | Bathyteuthida                                               |
|  |                                                             |
|  | Oegopsida                                                   |
|  |                                                             |

|  | Bathyteuthida |
|  |               |
|  | Oegopsida     |
|  |               |

|  | ماهی مرکب دم‌کل (bobtail squid) |
|  |                                |
|  | Idiosepida                     |
|  |                                |

|  | Myopsida                                                    |
|  |                                                             |
|  | \| \| Bathyteuthida \| \| \| \| \| \| Oegopsida \| \| \| \| |
|  |                                                             |
|  | Bathyteuthida                                               |
|  |                                                             |
|  | Oegopsida                                                   |
|  |                                                             |

|  | Bathyteuthida |
|  |               |
|  | Oegopsida     |
|  |               |

|  | ماهی مرکب دم‌کل (bobtail squid) |
|  |                                |
|  | Idiosepida                     |
|  |                                |

|  | Myopsida                                                    |
|  |                                                             |
|  | \| \| Bathyteuthida \| \| \| \| \| \| Oegopsida \| \| \| \| |
|  |                                                             |
|  | Bathyteuthida                                               |
|  |                                                             |
|  | Oegopsida                                                   |
|  |                                                             |

|  | Bathyteuthida |
|  |               |
|  | Oegopsida     |
|  |               |

|  | ماهی مرکب دم‌کل (bobtail squid) |
|  |                                |
|  | Idiosepida                     |
|  |                                |

|  | Myopsida                                                    |
|  |                                                             |
|  | \| \| Bathyteuthida \| \| \| \| \| \| Oegopsida \| \| \| \| |
|  |                                                             |
|  | Bathyteuthida                                               |
|  |                                                             |
|  | Oegopsida                                                   |
|  |                                                             |

|  | Bathyteuthida |
|  |               |
|  | Oegopsida     |
|  |               |

|  | ماهی مرکب دم‌کل (bobtail squid) |
|  |                                |
|  | Idiosepida                     |
|  |                                |

|  | Myopsida                                                    |
|  |                                                             |
|  | \| \| Bathyteuthida \| \| \| \| \| \| Oegopsida \| \| \| \| |
|  |                                                             |
|  | Bathyteuthida                                               |
|  |                                                             |
|  | Oegopsida                                                   |
|  |                                                             |

|  | Bathyteuthida |
|  |               |
|  | Oegopsida     |
|  |               |

|  | ماهی مرکب دم‌کل (bobtail squid) |
|  |                                |
|  | Idiosepida                     |
|  |                                |

|  | Myopsida                                                    |
|  |                                                             |
|  | \| \| Bathyteuthida \| \| \| \| \| \| Oegopsida \| \| \| \| |
|  |                                                             |
|  | Bathyteuthida                                               |
|  |                                                             |
|  | Oegopsida                                                   |
|  |                                                             |

|  | Bathyteuthida |
|  |               |
|  | Oegopsida     |
|  |               |

|  | ماهی مرکب دم‌کل (bobtail squid) |
|  |                                |
|  | Idiosepida                     |
|  |                                |

|  | Myopsida                                                    |
|  |                                                             |
|  | \| \| Bathyteuthida \| \| \| \| \| \| Oegopsida \| \| \| \| |
|  |                                                             |
|  | Bathyteuthida                                               |
|  |                                                             |
|  | Oegopsida                                                   |
|  |                                                             |

|  | Bathyteuthida |
|  |               |
|  | Oegopsida     |
|  |               |

|  | ماهی مرکب دم‌کل (bobtail squid) |
|  |                                |
|  | Idiosepida                     |
|  |                                |

|  | Myopsida                                                    |
|  |                                                             |
|  | \| \| Bathyteuthida \| \| \| \| \| \| Oegopsida \| \| \| \| |
|  |                                                             |
|  | Bathyteuthida                                               |
|  |                                                             |
|  | Oegopsida                                                   |
|  |                                                             |

|  | Bathyteuthida |
|  |               |
|  | Oegopsida     |
|  |               |

|  | ماهی مرکب دم‌کل (bobtail squid) |
|  |                                |
|  | Idiosepida                     |
|  |                                |

|  | Myopsida                                                    |
|  |                                                             |
|  | \| \| Bathyteuthida \| \| \| \| \| \| Oegopsida \| \| \| \| |
|  |                                                             |
|  | Bathyteuthida                                               |
|  |                                                             |
|  | Oegopsida                                                   |
|  |                                                             |

|  | Bathyteuthida |
|  |               |
|  | Oegopsida     |
|  |               |

|  | ماهی مرکب دم‌کل (bobtail squid) |
|  |                                |
|  | Idiosepida                     |
|  |                                |

|  | Myopsida                                                    |
|  |                                                             |
|  | \| \| Bathyteuthida \| \| \| \| \| \| Oegopsida \| \| \| \| |
|  |                                                             |
|  | Bathyteuthida                                               |
|  |                                                             |
|  | Oegopsida                                                   |
|  |                                                             |

|  | Bathyteuthida |
|  |               |
|  | Oegopsida     |
|  |               |

|  | ماهی مرکب دم‌کل (bobtail squid) |
|  |                                |
|  | Idiosepida                     |
|  |                                |

|  | Myopsida                                                    |
|  |                                                             |
|  | \| \| Bathyteuthida \| \| \| \| \| \| Oegopsida \| \| \| \| |
|  |                                                             |
|  | Bathyteuthida                                               |
|  |                                                             |
|  | Oegopsida                                                   |
|  |                                                             |

|  | Bathyteuthida |
|  |               |
|  | Oegopsida     |
|  |               |

|  | ماهی مرکب دم‌کل (bobtail squid) |
|  |                                |
|  | Idiosepida                     |
|  |                                |

|  | Myopsida                                                    |
|  |                                                             |
|  | \| \| Bathyteuthida \| \| \| \| \| \| Oegopsida \| \| \| \| |
|  |                                                             |
|  | Bathyteuthida                                               |
|  |                                                             |
|  | Oegopsida                                                   |
|  |                                                             |

|  | Bathyteuthida |
|  |               |
|  | Oegopsida     |
|  |               |

|  | ماهی مرکب دم‌کل (bobtail squid) |
|  |                                |
|  | Idiosepida                     |
|  |                                |

|  | Myopsida                                                    |
|  |                                                             |
|  | \| \| Bathyteuthida \| \| \| \| \| \| Oegopsida \| \| \| \| |
|  |                                                             |
|  | Bathyteuthida                                               |
|  |                                                             |
|  | Oegopsida                                                   |
|  |                                                             |

|  | Bathyteuthida |
|  |               |
|  | Oegopsida     |
|  |               |

|  | ماهی مرکب دم‌کل (bobtail squid) |
|  |                                |
|  | Idiosepida                     |
|  |                                |

|  | Myopsida                                                    |
|  |                                                             |
|  | \| \| Bathyteuthida \| \| \| \| \| \| Oegopsida \| \| \| \| |
|  |                                                             |
|  | Bathyteuthida                                               |
|  |                                                             |
|  | Oegopsida                                                   |
|  |                                                             |

|  | Bathyteuthida |
|  |               |
|  | Oegopsida     |
|  |               |

|  | ماهی مرکب دم‌کل (bobtail squid) |
|  |                                |
|  | Idiosepida                     |
|  |                                |

|  | Myopsida                                                    |
|  |                                                             |
|  | \| \| Bathyteuthida \| \| \| \| \| \| Oegopsida \| \| \| \| |
|  |                                                             |
|  | Bathyteuthida                                               |
|  |                                                             |
|  | Oegopsida                                                   |
|  |                                                             |

|  | Bathyteuthida |
|  |               |
|  | Oegopsida     |
|  |               |

|  | ماهی مرکب دم‌کل (bobtail squid) |
|  |                                |
|  | Idiosepida                     |
|  |                                |

|  | Myopsida                                                    |
|  |                                                             |
|  | \| \| Bathyteuthida \| \| \| \| \| \| Oegopsida \| \| \| \| |
|  |                                                             |
|  | Bathyteuthida                                               |
|  |                                                             |
|  | Oegopsida                                                   |
|  |                                                             |

|  | Bathyteuthida |
|  |               |
|  | Oegopsida     |
|  |               |

|  | ماهی مرکب دم‌کل (bobtail squid) |
|  |                                |
|  | Idiosepida                     |
|  |                                |

|  | Myopsida                                                    |
|  |                                                             |
|  | \| \| Bathyteuthida \| \| \| \| \| \| Oegopsida \| \| \| \| |
|  |                                                             |
|  | Bathyteuthida                                               |
|  |                                                             |
|  | Oegopsida                                                   |
|  |                                                             |

|  | Bathyteuthida |
|  |               |
|  | Oegopsida     |
|  |               |

|  | ماهی مرکب دم‌کل (bobtail squid) |
|  |                                |
|  | Idiosepida                     |
|  |                                |

|  | Myopsida                                                    |
|  |                                                             |
|  | \| \| Bathyteuthida \| \| \| \| \| \| Oegopsida \| \| \| \| |
|  |                                                             |
|  | Bathyteuthida                                               |
|  |                                                             |
|  | Oegopsida                                                   |
|  |                                                             |

|  | Bathyteuthida |
|  |               |
|  | Oegopsida     |
|  |               |

|  | ماهی مرکب دم‌کل (bobtail squid) |
|  |                                |
|  | Idiosepida                     |
|  |                                |

|  | Myopsida                                                    |
|  |                                                             |
|  | \| \| Bathyteuthida \| \| \| \| \| \| Oegopsida \| \| \| \| |
|  |                                                             |
|  | Bathyteuthida                                               |
|  |                                                             |
|  | Oegopsida                                                   |
|  |                                                             |

|  | Bathyteuthida |
|  |               |
|  | Oegopsida     |
|  |               |

|  | خون‌آشام‌ریختان (vampire squid) |
|  |                               |
|  | هشت‌پا (octopus)               |
|  |                               |

|  | ماهی مرکب دم‌کل (bobtail squid) |
|  |                                |
|  | Idiosepida                     |
|  |                                |

|  | Myopsida                                                    |
|  |                                                             |
|  | \| \| Bathyteuthida \| \| \| \| \| \| Oegopsida \| \| \| \| |
|  |                                                             |
|  | Bathyteuthida                                               |
|  |                                                             |
|  | Oegopsida                                                   |
|  |                                                             |

|  | Bathyteuthida |
|  |               |
|  | Oegopsida     |
|  |               |

|  | ماهی مرکب دم‌کل (bobtail squid) |
|  |                                |
|  | Idiosepida                     |
|  |                                |

|  | Myopsida                                                    |
|  |                                                             |
|  | \| \| Bathyteuthida \| \| \| \| \| \| Oegopsida \| \| \| \| |
|  |                                                             |
|  | Bathyteuthida                                               |
|  |                                                             |
|  | Oegopsida                                                   |
|  |                                                             |

|  | Bathyteuthida |
|  |               |
|  | Oegopsida     |
|  |               |

|  | ماهی مرکب دم‌کل (bobtail squid) |
|  |                                |
|  | Idiosepida                     |
|  |                                |

|  | Myopsida                                                    |
|  |                                                             |
|  | \| \| Bathyteuthida \| \| \| \| \| \| Oegopsida \| \| \| \| |
|  |                                                             |
|  | Bathyteuthida                                               |
|  |                                                             |
|  | Oegopsida                                                   |
|  |                                                             |

|  | Bathyteuthida |
|  |               |
|  | Oegopsida     |
|  |               |

|  | ماهی مرکب دم‌کل (bobtail squid) |
|  |                                |
|  | Idiosepida                     |
|  |                                |

|  | Myopsida                                                    |
|  |                                                             |
|  | \| \| Bathyteuthida \| \| \| \| \| \| Oegopsida \| \| \| \| |
|  |                                                             |
|  | Bathyteuthida                                               |
|  |                                                             |
|  | Oegopsida                                                   |
|  |                                                             |

|  | Bathyteuthida |
|  |               |
|  | Oegopsida     |
|  |               |

|  | ماهی مرکب دم‌کل (bobtail squid) |
|  |                                |
|  | Idiosepida                     |
|  |                                |

|  | Myopsida                                                    |
|  |                                                             |
|  | \| \| Bathyteuthida \| \| \| \| \| \| Oegopsida \| \| \| \| |
|  |                                                             |
|  | Bathyteuthida                                               |
|  |                                                             |
|  | Oegopsida                                                   |
|  |                                                             |

|  | Bathyteuthida |
|  |               |
|  | Oegopsida     |
|  |               |

|  | ماهی مرکب دم‌کل (bobtail squid) |
|  |                                |
|  | Idiosepida                     |
|  |                                |

|  | Myopsida                                                    |
|  |                                                             |
|  | \| \| Bathyteuthida \| \| \| \| \| \| Oegopsida \| \| \| \| |
|  |                                                             |
|  | Bathyteuthida                                               |
|  |                                                             |
|  | Oegopsida                                                   |
|  |                                                             |

|  | Bathyteuthida |
|  |               |
|  | Oegopsida     |
|  |               |

|  | ماهی مرکب دم‌کل (bobtail squid) |
|  |                                |
|  | Idiosepida                     |
|  |                                |

|  | Myopsida                                                    |
|  |                                                             |
|  | \| \| Bathyteuthida \| \| \| \| \| \| Oegopsida \| \| \| \| |
|  |                                                             |
|  | Bathyteuthida                                               |
|  |                                                             |
|  | Oegopsida                                                   |
|  |                                                             |

|  | Bathyteuthida |
|  |               |
|  | Oegopsida     |
|  |               |

|  | ماهی مرکب دم‌کل (bobtail squid) |
|  |                                |
|  | Idiosepida                     |
|  |                                |

|  | Myopsida                                                    |
|  |                                                             |
|  | \| \| Bathyteuthida \| \| \| \| \| \| Oegopsida \| \| \| \| |
|  |                                                             |
|  | Bathyteuthida                                               |
|  |                                                             |
|  | Oegopsida                                                   |
|  |                                                             |

|  | Bathyteuthida |
|  |               |
|  | Oegopsida     |
|  |               |

|  | ماهی مرکب دم‌کل (bobtail squid) |
|  |                                |
|  | Idiosepida                     |
|  |                                |

|  | Myopsida                                                    |
|  |                                                             |
|  | \| \| Bathyteuthida \| \| \| \| \| \| Oegopsida \| \| \| \| |
|  |                                                             |
|  | Bathyteuthida                                               |
|  |                                                             |
|  | Oegopsida                                                   |
|  |                                                             |

|  | Bathyteuthida |
|  |               |
|  | Oegopsida     |
|  |               |

|  | ماهی مرکب دم‌کل (bobtail squid) |
|  |                                |
|  | Idiosepida                     |
|  |                                |

|  | Myopsida                                                    |
|  |                                                             |
|  | \| \| Bathyteuthida \| \| \| \| \| \| Oegopsida \| \| \| \| |
|  |                                                             |
|  | Bathyteuthida                                               |
|  |                                                             |
|  | Oegopsida                                                   |
|  |                                                             |

|  | Bathyteuthida |
|  |               |
|  | Oegopsida     |
|  |               |

|  | ماهی مرکب دم‌کل (bobtail squid) |
|  |                                |
|  | Idiosepida                     |
|  |                                |

|  | Myopsida                                                    |
|  |                                                             |
|  | \| \| Bathyteuthida \| \| \| \| \| \| Oegopsida \| \| \| \| |
|  |                                                             |
|  | Bathyteuthida                                               |
|  |                                                             |
|  | Oegopsida                                                   |
|  |                                                             |

|  | Bathyteuthida |
|  |               |
|  | Oegopsida     |
|  |               |

|  | ماهی مرکب دم‌کل (bobtail squid) |
|  |                                |
|  | Idiosepida                     |
|  |                                |

|  | Myopsida                                                    |
|  |                                                             |
|  | \| \| Bathyteuthida \| \| \| \| \| \| Oegopsida \| \| \| \| |
|  |                                                             |
|  | Bathyteuthida                                               |
|  |                                                             |
|  | Oegopsida                                                   |
|  |                                                             |

|  | Bathyteuthida |
|  |               |
|  | Oegopsida     |
|  |               |

|  | ماهی مرکب دم‌کل (bobtail squid) |
|  |                                |
|  | Idiosepida                     |
|  |                                |

|  | Myopsida                                                    |
|  |                                                             |
|  | \| \| Bathyteuthida \| \| \| \| \| \| Oegopsida \| \| \| \| |
|  |                                                             |
|  | Bathyteuthida                                               |
|  |                                                             |
|  | Oegopsida                                                   |
|  |                                                             |

|  | Bathyteuthida |
|  |               |
|  | Oegopsida     |
|  |               |

|  | ماهی مرکب دم‌کل (bobtail squid) |
|  |                                |
|  | Idiosepida                     |
|  |                                |

|  | Myopsida                                                    |
|  |                                                             |
|  | \| \| Bathyteuthida \| \| \| \| \| \| Oegopsida \| \| \| \| |
|  |                                                             |
|  | Bathyteuthida                                               |
|  |                                                             |
|  | Oegopsida                                                   |
|  |                                                             |

|  | Bathyteuthida |
|  |               |
|  | Oegopsida     |
|  |               |

|  | ماهی مرکب دم‌کل (bobtail squid) |
|  |                                |
|  | Idiosepida                     |
|  |                                |

|  | Myopsida                                                    |
|  |                                                             |
|  | \| \| Bathyteuthida \| \| \| \| \| \| Oegopsida \| \| \| \| |
|  |                                                             |
|  | Bathyteuthida                                               |
|  |                                                             |
|  | Oegopsida                                                   |
|  |                                                             |

|  | Bathyteuthida |
|  |               |
|  | Oegopsida     |
|  |               |

|  | ماهی مرکب دم‌کل (bobtail squid) |
|  |                                |
|  | Idiosepida                     |
|  |                                |

|  | Myopsida                                                    |
|  |                                                             |
|  | \| \| Bathyteuthida \| \| \| \| \| \| Oegopsida \| \| \| \| |
|  |                                                             |
|  | Bathyteuthida                                               |
|  |                                                             |
|  | Oegopsida                                                   |
|  |                                                             |

|  | Bathyteuthida |
|  |               |
|  | Oegopsida     |
|  |               |

|  | ماهی مرکب دم‌کل (bobtail squid) |
|  |                                |
|  | Idiosepida                     |
|  |                                |

|  | Myopsida                                                    |
|  |                                                             |
|  | \| \| Bathyteuthida \| \| \| \| \| \| Oegopsida \| \| \| \| |
|  |                                                             |
|  | Bathyteuthida                                               |
|  |                                                             |
|  | Oegopsida                                                   |
|  |                                                             |

|  | Bathyteuthida |
|  |               |
|  | Oegopsida     |
|  |               |

|  | ماهی مرکب دم‌کل (bobtail squid) |
|  |                                |
|  | Idiosepida                     |
|  |                                |

|  | Myopsida                                                    |
|  |                                                             |
|  | \| \| Bathyteuthida \| \| \| \| \| \| Oegopsida \| \| \| \| |
|  |                                                             |
|  | Bathyteuthida                                               |
|  |                                                             |
|  | Oegopsida                                                   |
|  |                                                             |

|  | Bathyteuthida |
|  |               |
|  | Oegopsida     |
|  |               |

|  | ماهی مرکب دم‌کل (bobtail squid) |
|  |                                |
|  | Idiosepida                     |
|  |                                |

|  | Myopsida                                                    |
|  |                                                             |
|  | \| \| Bathyteuthida \| \| \| \| \| \| Oegopsida \| \| \| \| |
|  |                                                             |
|  | Bathyteuthida                                               |
|  |                                                             |
|  | Oegopsida                                                   |
|  |                                                             |

|  | Bathyteuthida |
|  |               |
|  | Oegopsida     |
|  |               |

|  | ماهی مرکب دم‌کل (bobtail squid) |
|  |                                |
|  | Idiosepida                     |
|  |                                |

|  | Myopsida                                                    |
|  |                                                             |
|  | \| \| Bathyteuthida \| \| \| \| \| \| Oegopsida \| \| \| \| |
|  |                                                             |
|  | Bathyteuthida                                               |
|  |                                                             |
|  | Oegopsida                                                   |
|  |                                                             |

|  | Bathyteuthida |
|  |               |
|  | Oegopsida     |
|  |               |

|  | ماهی مرکب دم‌کل (bobtail squid) |
|  |                                |
|  | Idiosepida                     |
|  |                                |

|  | Myopsida                                                    |
|  |                                                             |
|  | \| \| Bathyteuthida \| \| \| \| \| \| Oegopsida \| \| \| \| |
|  |                                                             |
|  | Bathyteuthida                                               |
|  |                                                             |
|  | Oegopsida                                                   |
|  |                                                             |

|  | Bathyteuthida |
|  |               |
|  | Oegopsida     |
|  |               |

|  | ماهی مرکب دم‌کل (bobtail squid) |
|  |                                |
|  | Idiosepida                     |
|  |                                |

|  | Myopsida                                                    |
|  |                                                             |
|  | \| \| Bathyteuthida \| \| \| \| \| \| Oegopsida \| \| \| \| |
|  |                                                             |
|  | Bathyteuthida                                               |
|  |                                                             |
|  | Oegopsida                                                   |
|  |                                                             |

|  | Bathyteuthida |
|  |               |
|  | Oegopsida     |
|  |               |

|  | ماهی مرکب دم‌کل (bobtail squid) |
|  |                                |
|  | Idiosepida                     |
|  |                                |

|  | Myopsida                                                    |
|  |                                                             |
|  | \| \| Bathyteuthida \| \| \| \| \| \| Oegopsida \| \| \| \| |
|  |                                                             |
|  | Bathyteuthida                                               |
|  |                                                             |
|  | Oegopsida                                                   |
|  |                                                             |

|  | Bathyteuthida |
|  |               |
|  | Oegopsida     |
|  |               |

|  | ماهی مرکب دم‌کل (bobtail squid) |
|  |                                |
|  | Idiosepida                     |
|  |                                |

|  | Myopsida                                                    |
|  |                                                             |
|  | \| \| Bathyteuthida \| \| \| \| \| \| Oegopsida \| \| \| \| |
|  |                                                             |
|  | Bathyteuthida                                               |
|  |                                                             |
|  | Oegopsida                                                   |
|  |                                                             |

|  | Bathyteuthida |
|  |               |
|  | Oegopsida     |
|  |               |

|  | ماهی مرکب دم‌کل (bobtail squid) |
|  |                                |
|  | Idiosepida                     |
|  |                                |

|  | Myopsida                                                    |
|  |                                                             |
|  | \| \| Bathyteuthida \| \| \| \| \| \| Oegopsida \| \| \| \| |
|  |                                                             |
|  | Bathyteuthida                                               |
|  |                                                             |
|  | Oegopsida                                                   |
|  |                                                             |

|  | Bathyteuthida |
|  |               |
|  | Oegopsida     |
|  |               |

|  | ماهی مرکب دم‌کل (bobtail squid) |
|  |                                |
|  | Idiosepida                     |
|  |                                |

|  | Myopsida                                                    |
|  |                                                             |
|  | \| \| Bathyteuthida \| \| \| \| \| \| Oegopsida \| \| \| \| |
|  |                                                             |
|  | Bathyteuthida                                               |
|  |                                                             |
|  | Oegopsida                                                   |
|  |                                                             |

|  | Bathyteuthida |
|  |               |
|  | Oegopsida     |
|  |               |

|  | ماهی مرکب دم‌کل (bobtail squid) |
|  |                                |
|  | Idiosepida                     |
|  |                                |

|  | Myopsida                                                    |
|  |                                                             |
|  | \| \| Bathyteuthida \| \| \| \| \| \| Oegopsida \| \| \| \| |
|  |                                                             |
|  | Bathyteuthida                                               |
|  |                                                             |
|  | Oegopsida                                                   |
|  |                                                             |

|  | Bathyteuthida |
|  |               |
|  | Oegopsida     |
|  |               |

|  | ماهی مرکب دم‌کل (bobtail squid) |
|  |                                |
|  | Idiosepida                     |
|  |                                |

|  | Myopsida                                                    |
|  |                                                             |
|  | \| \| Bathyteuthida \| \| \| \| \| \| Oegopsida \| \| \| \| |
|  |                                                             |
|  | Bathyteuthida                                               |
|  |                                                             |
|  | Oegopsida                                                   |
|  |                                                             |

|  | Bathyteuthida |
|  |               |
|  | Oegopsida     |
|  |               |

|  | ماهی مرکب دم‌کل (bobtail squid) |
|  |                                |
|  | Idiosepida                     |
|  |                                |

|  | Myopsida                                                    |
|  |                                                             |
|  | \| \| Bathyteuthida \| \| \| \| \| \| Oegopsida \| \| \| \| |
|  |                                                             |
|  | Bathyteuthida                                               |
|  |                                                             |
|  | Oegopsida                                                   |
|  |                                                             |

|  | Bathyteuthida |
|  |               |
|  | Oegopsida     |
|  |               |

|  | ماهی مرکب دم‌کل (bobtail squid) |
|  |                                |
|  | Idiosepida                     |
|  |                                |

|  | Myopsida                                                    |
|  |                                                             |
|  | \| \| Bathyteuthida \| \| \| \| \| \| Oegopsida \| \| \| \| |
|  |                                                             |
|  | Bathyteuthida                                               |
|  |                                                             |
|  | Oegopsida                                                   |
|  |                                                             |

|  | Bathyteuthida |
|  |               |
|  | Oegopsida     |
|  |               |

|  | ماهی مرکب دم‌کل (bobtail squid) |
|  |                                |
|  | Idiosepida                     |
|  |                                |

|  | Myopsida                                                    |
|  |                                                             |
|  | \| \| Bathyteuthida \| \| \| \| \| \| Oegopsida \| \| \| \| |
|  |                                                             |
|  | Bathyteuthida                                               |
|  |                                                             |
|  | Oegopsida                                                   |
|  |                                                             |

|  | Bathyteuthida |
|  |               |
|  | Oegopsida     |
|  |               |

|  | ماهی مرکب دم‌کل (bobtail squid) |
|  |                                |
|  | Idiosepida                     |
|  |                                |

|  | Myopsida                                                    |
|  |                                                             |
|  | \| \| Bathyteuthida \| \| \| \| \| \| Oegopsida \| \| \| \| |
|  |                                                             |
|  | Bathyteuthida                                               |
|  |                                                             |
|  | Oegopsida                                                   |
|  |                                                             |

|  | Bathyteuthida |
|  |               |
|  | Oegopsida     |
|  |               |

|  | ملوانک‌سانان |
|  |             |

|  | خون‌آشام‌ریختان (vampire squid) |
|  |                               |
|  | هشت‌پا (octopus)               |
|  |                               |

|  | ماهی مرکب دم‌کل (bobtail squid) |
|  |                                |
|  | Idiosepida                     |
|  |                                |

|  | Myopsida                                                    |
|  |                                                             |
|  | \| \| Bathyteuthida \| \| \| \| \| \| Oegopsida \| \| \| \| |
|  |                                                             |
|  | Bathyteuthida                                               |
|  |                                                             |
|  | Oegopsida                                                   |
|  |                                                             |

|  | Bathyteuthida |
|  |               |
|  | Oegopsida     |
|  |               |

|  | ماهی مرکب دم‌کل (bobtail squid) |
|  |                                |
|  | Idiosepida                     |
|  |                                |

|  | Myopsida                                                    |
|  |                                                             |
|  | \| \| Bathyteuthida \| \| \| \| \| \| Oegopsida \| \| \| \| |
|  |                                                             |
|  | Bathyteuthida                                               |
|  |                                                             |
|  | Oegopsida                                                   |
|  |                                                             |

|  | Bathyteuthida |
|  |               |
|  | Oegopsida     |
|  |               |

|  | ماهی مرکب دم‌کل (bobtail squid) |
|  |                                |
|  | Idiosepida                     |
|  |                                |

|  | Myopsida                                                    |
|  |                                                             |
|  | \| \| Bathyteuthida \| \| \| \| \| \| Oegopsida \| \| \| \| |
|  |                                                             |
|  | Bathyteuthida                                               |
|  |                                                             |
|  | Oegopsida                                                   |
|  |                                                             |

|  | Bathyteuthida |
|  |               |
|  | Oegopsida     |
|  |               |

|  | ماهی مرکب دم‌کل (bobtail squid) |
|  |                                |
|  | Idiosepida                     |
|  |                                |

|  | Myopsida                                                    |
|  |                                                             |
|  | \| \| Bathyteuthida \| \| \| \| \| \| Oegopsida \| \| \| \| |
|  |                                                             |
|  | Bathyteuthida                                               |
|  |                                                             |
|  | Oegopsida                                                   |
|  |                                                             |

|  | Bathyteuthida |
|  |               |
|  | Oegopsida     |
|  |               |

|  | ماهی مرکب دم‌کل (bobtail squid) |
|  |                                |
|  | Idiosepida                     |
|  |                                |

|  | Myopsida                                                    |
|  |                                                             |
|  | \| \| Bathyteuthida \| \| \| \| \| \| Oegopsida \| \| \| \| |
|  |                                                             |
|  | Bathyteuthida                                               |
|  |                                                             |
|  | Oegopsida                                                   |
|  |                                                             |

|  | Bathyteuthida |
|  |               |
|  | Oegopsida     |
|  |               |

|  | ماهی مرکب دم‌کل (bobtail squid) |
|  |                                |
|  | Idiosepida                     |
|  |                                |

|  | Myopsida                                                    |
|  |                                                             |
|  | \| \| Bathyteuthida \| \| \| \| \| \| Oegopsida \| \| \| \| |
|  |                                                             |
|  | Bathyteuthida                                               |
|  |                                                             |
|  | Oegopsida                                                   |
|  |                                                             |

|  | Bathyteuthida |
|  |               |
|  | Oegopsida     |
|  |               |

|  | ماهی مرکب دم‌کل (bobtail squid) |
|  |                                |
|  | Idiosepida                     |
|  |                                |

|  | Myopsida                                                    |
|  |                                                             |
|  | \| \| Bathyteuthida \| \| \| \| \| \| Oegopsida \| \| \| \| |
|  |                                                             |
|  | Bathyteuthida                                               |
|  |                                                             |
|  | Oegopsida                                                   |
|  |                                                             |

|  | Bathyteuthida |
|  |               |
|  | Oegopsida     |
|  |               |

|  | ماهی مرکب دم‌کل (bobtail squid) |
|  |                                |
|  | Idiosepida                     |
|  |                                |

|  | Myopsida                                                    |
|  |                                                             |
|  | \| \| Bathyteuthida \| \| \| \| \| \| Oegopsida \| \| \| \| |
|  |                                                             |
|  | Bathyteuthida                                               |
|  |                                                             |
|  | Oegopsida                                                   |
|  |                                                             |

|  | Bathyteuthida |
|  |               |
|  | Oegopsida     |
|  |               |

|  | ماهی مرکب دم‌کل (bobtail squid) |
|  |                                |
|  | Idiosepida                     |
|  |                                |

|  | Myopsida                                                    |
|  |                                                             |
|  | \| \| Bathyteuthida \| \| \| \| \| \| Oegopsida \| \| \| \| |
|  |                                                             |
|  | Bathyteuthida                                               |
|  |                                                             |
|  | Oegopsida                                                   |
|  |                                                             |

|  | Bathyteuthida |
|  |               |
|  | Oegopsida     |
|  |               |

|  | ماهی مرکب دم‌کل (bobtail squid) |
|  |                                |
|  | Idiosepida                     |
|  |                                |

|  | Myopsida                                                    |
|  |                                                             |
|  | \| \| Bathyteuthida \| \| \| \| \| \| Oegopsida \| \| \| \| |
|  |                                                             |
|  | Bathyteuthida                                               |
|  |                                                             |
|  | Oegopsida                                                   |
|  |                                                             |

|  | Bathyteuthida |
|  |               |
|  | Oegopsida     |
|  |               |

|  | ماهی مرکب دم‌کل (bobtail squid) |
|  |                                |
|  | Idiosepida                     |
|  |                                |

|  | Myopsida                                                    |
|  |                                                             |
|  | \| \| Bathyteuthida \| \| \| \| \| \| Oegopsida \| \| \| \| |
|  |                                                             |
|  | Bathyteuthida                                               |
|  |                                                             |
|  | Oegopsida                                                   |
|  |                                                             |

|  | Bathyteuthida |
|  |               |
|  | Oegopsida     |
|  |               |

|  | ماهی مرکب دم‌کل (bobtail squid) |
|  |                                |
|  | Idiosepida                     |
|  |                                |

|  | Myopsida                                                    |
|  |                                                             |
|  | \| \| Bathyteuthida \| \| \| \| \| \| Oegopsida \| \| \| \| |
|  |                                                             |
|  | Bathyteuthida                                               |
|  |                                                             |
|  | Oegopsida                                                   |
|  |                                                             |

|  | Bathyteuthida |
|  |               |
|  | Oegopsida     |
|  |               |

|  | ماهی مرکب دم‌کل (bobtail squid) |
|  |                                |
|  | Idiosepida                     |
|  |                                |

|  | Myopsida                                                    |
|  |                                                             |
|  | \| \| Bathyteuthida \| \| \| \| \| \| Oegopsida \| \| \| \| |
|  |                                                             |
|  | Bathyteuthida                                               |
|  |                                                             |
|  | Oegopsida                                                   |
|  |                                                             |

|  | Bathyteuthida |
|  |               |
|  | Oegopsida     |
|  |               |

|  | ماهی مرکب دم‌کل (bobtail squid) |
|  |                                |
|  | Idiosepida                     |
|  |                                |

|  | Myopsida                                                    |
|  |                                                             |
|  | \| \| Bathyteuthida \| \| \| \| \| \| Oegopsida \| \| \| \| |
|  |                                                             |
|  | Bathyteuthida                                               |
|  |                                                             |
|  | Oegopsida                                                   |
|  |                                                             |

|  | Bathyteuthida |
|  |               |
|  | Oegopsida     |
|  |               |

|  | ماهی مرکب دم‌کل (bobtail squid) |
|  |                                |
|  | Idiosepida                     |
|  |                                |

|  | Myopsida                                                    |
|  |                                                             |
|  | \| \| Bathyteuthida \| \| \| \| \| \| Oegopsida \| \| \| \| |
|  |                                                             |
|  | Bathyteuthida                                               |
|  |                                                             |
|  | Oegopsida                                                   |
|  |                                                             |

|  | Bathyteuthida |
|  |               |
|  | Oegopsida     |
|  |               |

|  | ماهی مرکب دم‌کل (bobtail squid) |
|  |                                |
|  | Idiosepida                     |
|  |                                |

|  | Myopsida                                                    |
|  |                                                             |
|  | \| \| Bathyteuthida \| \| \| \| \| \| Oegopsida \| \| \| \| |
|  |                                                             |
|  | Bathyteuthida                                               |
|  |                                                             |
|  | Oegopsida                                                   |
|  |                                                             |

|  | Bathyteuthida |
|  |               |
|  | Oegopsida     |
|  |               |

|  | ماهی مرکب دم‌کل (bobtail squid) |
|  |                                |
|  | Idiosepida                     |
|  |                                |

|  | Myopsida                                                    |
|  |                                                             |
|  | \| \| Bathyteuthida \| \| \| \| \| \| Oegopsida \| \| \| \| |
|  |                                                             |
|  | Bathyteuthida                                               |
|  |                                                             |
|  | Oegopsida                                                   |
|  |                                                             |

|  | Bathyteuthida |
|  |               |
|  | Oegopsida     |
|  |               |

|  | ماهی مرکب دم‌کل (bobtail squid) |
|  |                                |
|  | Idiosepida                     |
|  |                                |

|  | Myopsida                                                    |
|  |                                                             |
|  | \| \| Bathyteuthida \| \| \| \| \| \| Oegopsida \| \| \| \| |
|  |                                                             |
|  | Bathyteuthida                                               |
|  |                                                             |
|  | Oegopsida                                                   |
|  |                                                             |

|  | Bathyteuthida |
|  |               |
|  | Oegopsida     |
|  |               |

|  | ماهی مرکب دم‌کل (bobtail squid) |
|  |                                |
|  | Idiosepida                     |
|  |                                |

|  | Myopsida                                                    |
|  |                                                             |
|  | \| \| Bathyteuthida \| \| \| \| \| \| Oegopsida \| \| \| \| |
|  |                                                             |
|  | Bathyteuthida                                               |
|  |                                                             |
|  | Oegopsida                                                   |
|  |                                                             |

|  | Bathyteuthida |
|  |               |
|  | Oegopsida     |
|  |               |

|  | ماهی مرکب دم‌کل (bobtail squid) |
|  |                                |
|  | Idiosepida                     |
|  |                                |

|  | Myopsida                                                    |
|  |                                                             |
|  | \| \| Bathyteuthida \| \| \| \| \| \| Oegopsida \| \| \| \| |
|  |                                                             |
|  | Bathyteuthida                                               |
|  |                                                             |
|  | Oegopsida                                                   |
|  |                                                             |

|  | Bathyteuthida |
|  |               |
|  | Oegopsida     |
|  |               |

|  | ماهی مرکب دم‌کل (bobtail squid) |
|  |                                |
|  | Idiosepida                     |
|  |                                |

|  | Myopsida                                                    |
|  |                                                             |
|  | \| \| Bathyteuthida \| \| \| \| \| \| Oegopsida \| \| \| \| |
|  |                                                             |
|  | Bathyteuthida                                               |
|  |                                                             |
|  | Oegopsida                                                   |
|  |                                                             |

|  | Bathyteuthida |
|  |               |
|  | Oegopsida     |
|  |               |

|  | ماهی مرکب دم‌کل (bobtail squid) |
|  |                                |
|  | Idiosepida                     |
|  |                                |

|  | Myopsida                                                    |
|  |                                                             |
|  | \| \| Bathyteuthida \| \| \| \| \| \| Oegopsida \| \| \| \| |
|  |                                                             |
|  | Bathyteuthida                                               |
|  |                                                             |
|  | Oegopsida                                                   |
|  |                                                             |

|  | Bathyteuthida |
|  |               |
|  | Oegopsida     |
|  |               |

|  | ماهی مرکب دم‌کل (bobtail squid) |
|  |                                |
|  | Idiosepida                     |
|  |                                |

|  | Myopsida                                                    |
|  |                                                             |
|  | \| \| Bathyteuthida \| \| \| \| \| \| Oegopsida \| \| \| \| |
|  |                                                             |
|  | Bathyteuthida                                               |
|  |                                                             |
|  | Oegopsida                                                   |
|  |                                                             |

|  | Bathyteuthida |
|  |               |
|  | Oegopsida     |
|  |               |

|  | ماهی مرکب دم‌کل (bobtail squid) |
|  |                                |
|  | Idiosepida                     |
|  |                                |

|  | Myopsida                                                    |
|  |                                                             |
|  | \| \| Bathyteuthida \| \| \| \| \| \| Oegopsida \| \| \| \| |
|  |                                                             |
|  | Bathyteuthida                                               |
|  |                                                             |
|  | Oegopsida                                                   |
|  |                                                             |

|  | Bathyteuthida |
|  |               |
|  | Oegopsida     |
|  |               |

|  | ماهی مرکب دم‌کل (bobtail squid) |
|  |                                |
|  | Idiosepida                     |
|  |                                |

|  | Myopsida                                                    |
|  |                                                             |
|  | \| \| Bathyteuthida \| \| \| \| \| \| Oegopsida \| \| \| \| |
|  |                                                             |
|  | Bathyteuthida                                               |
|  |                                                             |
|  | Oegopsida                                                   |
|  |                                                             |

|  | Bathyteuthida |
|  |               |
|  | Oegopsida     |
|  |               |

|  | ماهی مرکب دم‌کل (bobtail squid) |
|  |                                |
|  | Idiosepida                     |
|  |                                |

|  | Myopsida                                                    |
|  |                                                             |
|  | \| \| Bathyteuthida \| \| \| \| \| \| Oegopsida \| \| \| \| |
|  |                                                             |
|  | Bathyteuthida                                               |
|  |                                                             |
|  | Oegopsida                                                   |
|  |                                                             |

|  | Bathyteuthida |
|  |               |
|  | Oegopsida     |
|  |               |

|  | ماهی مرکب دم‌کل (bobtail squid) |
|  |                                |
|  | Idiosepida                     |
|  |                                |

|  | Myopsida                                                    |
|  |                                                             |
|  | \| \| Bathyteuthida \| \| \| \| \| \| Oegopsida \| \| \| \| |
|  |                                                             |
|  | Bathyteuthida                                               |
|  |                                                             |
|  | Oegopsida                                                   |
|  |                                                             |

|  | Bathyteuthida |
|  |               |
|  | Oegopsida     |
|  |               |

|  | ماهی مرکب دم‌کل (bobtail squid) |
|  |                                |
|  | Idiosepida                     |
|  |                                |

|  | Myopsida                                                    |
|  |                                                             |
|  | \| \| Bathyteuthida \| \| \| \| \| \| Oegopsida \| \| \| \| |
|  |                                                             |
|  | Bathyteuthida                                               |
|  |                                                             |
|  | Oegopsida                                                   |
|  |                                                             |

|  | Bathyteuthida |
|  |               |
|  | Oegopsida     |
|  |               |

|  | ماهی مرکب دم‌کل (bobtail squid) |
|  |                                |
|  | Idiosepida                     |
|  |                                |

|  | Myopsida                                                    |
|  |                                                             |
|  | \| \| Bathyteuthida \| \| \| \| \| \| Oegopsida \| \| \| \| |
|  |                                                             |
|  | Bathyteuthida                                               |
|  |                                                             |
|  | Oegopsida                                                   |
|  |                                                             |

|  | Bathyteuthida |
|  |               |
|  | Oegopsida     |
|  |               |

|  | ماهی مرکب دم‌کل (bobtail squid) |
|  |                                |
|  | Idiosepida                     |
|  |                                |

|  | Myopsida                                                    |
|  |                                                             |
|  | \| \| Bathyteuthida \| \| \| \| \| \| Oegopsida \| \| \| \| |
|  |                                                             |
|  | Bathyteuthida                                               |
|  |                                                             |
|  | Oegopsida                                                   |
|  |                                                             |

|  | Bathyteuthida |
|  |               |
|  | Oegopsida     |
|  |               |

|  | ماهی مرکب دم‌کل (bobtail squid) |
|  |                                |
|  | Idiosepida                     |
|  |                                |

|  | Myopsida                                                    |
|  |                                                             |
|  | \| \| Bathyteuthida \| \| \| \| \| \| Oegopsida \| \| \| \| |
|  |                                                             |
|  | Bathyteuthida                                               |
|  |                                                             |
|  | Oegopsida                                                   |
|  |                                                             |

|  | Bathyteuthida |
|  |               |
|  | Oegopsida     |
|  |               |

|  | ماهی مرکب دم‌کل (bobtail squid) |
|  |                                |
|  | Idiosepida                     |
|  |                                |

|  | Myopsida                                                    |
|  |                                                             |
|  | \| \| Bathyteuthida \| \| \| \| \| \| Oegopsida \| \| \| \| |
|  |                                                             |
|  | Bathyteuthida                                               |
|  |                                                             |
|  | Oegopsida                                                   |
|  |                                                             |

|  | Bathyteuthida |
|  |               |
|  | Oegopsida     |
|  |               |

|  | خون‌آشام‌ریختان (vampire squid) |
|  |                               |
|  | هشت‌پا (octopus)               |
|  |                               |

|  | ماهی مرکب دم‌کل (bobtail squid) |
|  |                                |
|  | Idiosepida                     |
|  |                                |

|  | Myopsida                                                    |
|  |                                                             |
|  | \| \| Bathyteuthida \| \| \| \| \| \| Oegopsida \| \| \| \| |
|  |                                                             |
|  | Bathyteuthida                                               |
|  |                                                             |
|  | Oegopsida                                                   |
|  |                                                             |

|  | Bathyteuthida |
|  |               |
|  | Oegopsida     |
|  |               |

|  | ماهی مرکب دم‌کل (bobtail squid) |
|  |                                |
|  | Idiosepida                     |
|  |                                |

|  | Myopsida                                                    |
|  |                                                             |
|  | \| \| Bathyteuthida \| \| \| \| \| \| Oegopsida \| \| \| \| |
|  |                                                             |
|  | Bathyteuthida                                               |
|  |                                                             |
|  | Oegopsida                                                   |
|  |                                                             |

|  | Bathyteuthida |
|  |               |
|  | Oegopsida     |
|  |               |

|  | ماهی مرکب دم‌کل (bobtail squid) |
|  |                                |
|  | Idiosepida                     |
|  |                                |

|  | Myopsida                                                    |
|  |                                                             |
|  | \| \| Bathyteuthida \| \| \| \| \| \| Oegopsida \| \| \| \| |
|  |                                                             |
|  | Bathyteuthida                                               |
|  |                                                             |
|  | Oegopsida                                                   |
|  |                                                             |

|  | Bathyteuthida |
|  |               |
|  | Oegopsida     |
|  |               |

|  | ماهی مرکب دم‌کل (bobtail squid) |
|  |                                |
|  | Idiosepida                     |
|  |                                |

|  | Myopsida                                                    |
|  |                                                             |
|  | \| \| Bathyteuthida \| \| \| \| \| \| Oegopsida \| \| \| \| |
|  |                                                             |
|  | Bathyteuthida                                               |
|  |                                                             |
|  | Oegopsida                                                   |
|  |                                                             |

|  | Bathyteuthida |
|  |               |
|  | Oegopsida     |
|  |               |

|  | ماهی مرکب دم‌کل (bobtail squid) |
|  |                                |
|  | Idiosepida                     |
|  |                                |

|  | Myopsida                                                    |
|  |                                                             |
|  | \| \| Bathyteuthida \| \| \| \| \| \| Oegopsida \| \| \| \| |
|  |                                                             |
|  | Bathyteuthida                                               |
|  |                                                             |
|  | Oegopsida                                                   |
|  |                                                             |

|  | Bathyteuthida |
|  |               |
|  | Oegopsida     |
|  |               |

|  | ماهی مرکب دم‌کل (bobtail squid) |
|  |                                |
|  | Idiosepida                     |
|  |                                |

|  | Myopsida                                                    |
|  |                                                             |
|  | \| \| Bathyteuthida \| \| \| \| \| \| Oegopsida \| \| \| \| |
|  |                                                             |
|  | Bathyteuthida                                               |
|  |                                                             |
|  | Oegopsida                                                   |
|  |                                                             |

|  | Bathyteuthida |
|  |               |
|  | Oegopsida     |
|  |               |

|  | ماهی مرکب دم‌کل (bobtail squid) |
|  |                                |
|  | Idiosepida                     |
|  |                                |

|  | Myopsida                                                    |
|  |                                                             |
|  | \| \| Bathyteuthida \| \| \| \| \| \| Oegopsida \| \| \| \| |
|  |                                                             |
|  | Bathyteuthida                                               |
|  |                                                             |
|  | Oegopsida                                                   |
|  |                                                             |

|  | Bathyteuthida |
|  |               |
|  | Oegopsida     |
|  |               |

|  | ماهی مرکب دم‌کل (bobtail squid) |
|  |                                |
|  | Idiosepida                     |
|  |                                |

|  | Myopsida                                                    |
|  |                                                             |
|  | \| \| Bathyteuthida \| \| \| \| \| \| Oegopsida \| \| \| \| |
|  |                                                             |
|  | Bathyteuthida                                               |
|  |                                                             |
|  | Oegopsida                                                   |
|  |                                                             |

|  | Bathyteuthida |
|  |               |
|  | Oegopsida     |
|  |               |

|  | ماهی مرکب دم‌کل (bobtail squid) |
|  |                                |
|  | Idiosepida                     |
|  |                                |

|  | Myopsida                                                    |
|  |                                                             |
|  | \| \| Bathyteuthida \| \| \| \| \| \| Oegopsida \| \| \| \| |
|  |                                                             |
|  | Bathyteuthida                                               |
|  |                                                             |
|  | Oegopsida                                                   |
|  |                                                             |

|  | Bathyteuthida |
|  |               |
|  | Oegopsida     |
|  |               |

|  | ماهی مرکب دم‌کل (bobtail squid) |
|  |                                |
|  | Idiosepida                     |
|  |                                |

|  | Myopsida                                                    |
|  |                                                             |
|  | \| \| Bathyteuthida \| \| \| \| \| \| Oegopsida \| \| \| \| |
|  |                                                             |
|  | Bathyteuthida                                               |
|  |                                                             |
|  | Oegopsida                                                   |
|  |                                                             |

|  | Bathyteuthida |
|  |               |
|  | Oegopsida     |
|  |               |

|  | ماهی مرکب دم‌کل (bobtail squid) |
|  |                                |
|  | Idiosepida                     |
|  |                                |

|  | Myopsida                                                    |
|  |                                                             |
|  | \| \| Bathyteuthida \| \| \| \| \| \| Oegopsida \| \| \| \| |
|  |                                                             |
|  | Bathyteuthida                                               |
|  |                                                             |
|  | Oegopsida                                                   |
|  |                                                             |

|  | Bathyteuthida |
|  |               |
|  | Oegopsida     |
|  |               |

|  | ماهی مرکب دم‌کل (bobtail squid) |
|  |                                |
|  | Idiosepida                     |
|  |                                |

|  | Myopsida                                                    |
|  |                                                             |
|  | \| \| Bathyteuthida \| \| \| \| \| \| Oegopsida \| \| \| \| |
|  |                                                             |
|  | Bathyteuthida                                               |
|  |                                                             |
|  | Oegopsida                                                   |
|  |                                                             |

|  | Bathyteuthida |
|  |               |
|  | Oegopsida     |
|  |               |

|  | ماهی مرکب دم‌کل (bobtail squid) |
|  |                                |
|  | Idiosepida                     |
|  |                                |

|  | Myopsida                                                    |
|  |                                                             |
|  | \| \| Bathyteuthida \| \| \| \| \| \| Oegopsida \| \| \| \| |
|  |                                                             |
|  | Bathyteuthida                                               |
|  |                                                             |
|  | Oegopsida                                                   |
|  |                                                             |

|  | Bathyteuthida |
|  |               |
|  | Oegopsida     |
|  |               |

|  | ماهی مرکب دم‌کل (bobtail squid) |
|  |                                |
|  | Idiosepida                     |
|  |                                |

|  | Myopsida                                                    |
|  |                                                             |
|  | \| \| Bathyteuthida \| \| \| \| \| \| Oegopsida \| \| \| \| |
|  |                                                             |
|  | Bathyteuthida                                               |
|  |                                                             |
|  | Oegopsida                                                   |
|  |                                                             |

|  | Bathyteuthida |
|  |               |
|  | Oegopsida     |
|  |               |

|  | ماهی مرکب دم‌کل (bobtail squid) |
|  |                                |
|  | Idiosepida                     |
|  |                                |

|  | Myopsida                                                    |
|  |                                                             |
|  | \| \| Bathyteuthida \| \| \| \| \| \| Oegopsida \| \| \| \| |
|  |                                                             |
|  | Bathyteuthida                                               |
|  |                                                             |
|  | Oegopsida                                                   |
|  |                                                             |

|  | Bathyteuthida |
|  |               |
|  | Oegopsida     |
|  |               |

|  | ماهی مرکب دم‌کل (bobtail squid) |
|  |                                |
|  | Idiosepida                     |
|  |                                |

|  | Myopsida                                                    |
|  |                                                             |
|  | \| \| Bathyteuthida \| \| \| \| \| \| Oegopsida \| \| \| \| |
|  |                                                             |
|  | Bathyteuthida                                               |
|  |                                                             |
|  | Oegopsida                                                   |
|  |                                                             |

|  | Bathyteuthida |
|  |               |
|  | Oegopsida     |
|  |               |

|  | ماهی مرکب دم‌کل (bobtail squid) |
|  |                                |
|  | Idiosepida                     |
|  |                                |

|  | Myopsida                                                    |
|  |                                                             |
|  | \| \| Bathyteuthida \| \| \| \| \| \| Oegopsida \| \| \| \| |
|  |                                                             |
|  | Bathyteuthida                                               |
|  |                                                             |
|  | Oegopsida                                                   |
|  |                                                             |

|  | Bathyteuthida |
|  |               |
|  | Oegopsida     |
|  |               |

|  | ماهی مرکب دم‌کل (bobtail squid) |
|  |                                |
|  | Idiosepida                     |
|  |                                |

|  | Myopsida                                                    |
|  |                                                             |
|  | \| \| Bathyteuthida \| \| \| \| \| \| Oegopsida \| \| \| \| |
|  |                                                             |
|  | Bathyteuthida                                               |
|  |                                                             |
|  | Oegopsida                                                   |
|  |                                                             |

|  | Bathyteuthida |
|  |               |
|  | Oegopsida     |
|  |               |

|  | ماهی مرکب دم‌کل (bobtail squid) |
|  |                                |
|  | Idiosepida                     |
|  |                                |

|  | Myopsida                                                    |
|  |                                                             |
|  | \| \| Bathyteuthida \| \| \| \| \| \| Oegopsida \| \| \| \| |
|  |                                                             |
|  | Bathyteuthida                                               |
|  |                                                             |
|  | Oegopsida                                                   |
|  |                                                             |

|  | Bathyteuthida |
|  |               |
|  | Oegopsida     |
|  |               |

|  | ماهی مرکب دم‌کل (bobtail squid) |
|  |                                |
|  | Idiosepida                     |
|  |                                |

|  | Myopsida                                                    |
|  |                                                             |
|  | \| \| Bathyteuthida \| \| \| \| \| \| Oegopsida \| \| \| \| |
|  |                                                             |
|  | Bathyteuthida                                               |
|  |                                                             |
|  | Oegopsida                                                   |
|  |                                                             |

|  | Bathyteuthida |
|  |               |
|  | Oegopsida     |
|  |               |

|  | ماهی مرکب دم‌کل (bobtail squid) |
|  |                                |
|  | Idiosepida                     |
|  |                                |

|  | Myopsida                                                    |
|  |                                                             |
|  | \| \| Bathyteuthida \| \| \| \| \| \| Oegopsida \| \| \| \| |
|  |                                                             |
|  | Bathyteuthida                                               |
|  |                                                             |
|  | Oegopsida                                                   |
|  |                                                             |

|  | Bathyteuthida |
|  |               |
|  | Oegopsida     |
|  |               |

|  | ماهی مرکب دم‌کل (bobtail squid) |
|  |                                |
|  | Idiosepida                     |
|  |                                |

|  | Myopsida                                                    |
|  |                                                             |
|  | \| \| Bathyteuthida \| \| \| \| \| \| Oegopsida \| \| \| \| |
|  |                                                             |
|  | Bathyteuthida                                               |
|  |                                                             |
|  | Oegopsida                                                   |
|  |                                                             |

|  | Bathyteuthida |
|  |               |
|  | Oegopsida     |
|  |               |

|  | ماهی مرکب دم‌کل (bobtail squid) |
|  |                                |
|  | Idiosepida                     |
|  |                                |

|  | Myopsida                                                    |
|  |                                                             |
|  | \| \| Bathyteuthida \| \| \| \| \| \| Oegopsida \| \| \| \| |
|  |                                                             |
|  | Bathyteuthida                                               |
|  |                                                             |
|  | Oegopsida                                                   |
|  |                                                             |

|  | Bathyteuthida |
|  |               |
|  | Oegopsida     |
|  |               |

|  | ماهی مرکب دم‌کل (bobtail squid) |
|  |                                |
|  | Idiosepida                     |
|  |                                |

|  | Myopsida                                                    |
|  |                                                             |
|  | \| \| Bathyteuthida \| \| \| \| \| \| Oegopsida \| \| \| \| |
|  |                                                             |
|  | Bathyteuthida                                               |
|  |                                                             |
|  | Oegopsida                                                   |
|  |                                                             |

|  | Bathyteuthida |
|  |               |
|  | Oegopsida     |
|  |               |

|  | ماهی مرکب دم‌کل (bobtail squid) |
|  |                                |
|  | Idiosepida                     |
|  |                                |

|  | Myopsida                                                    |
|  |                                                             |
|  | \| \| Bathyteuthida \| \| \| \| \| \| Oegopsida \| \| \| \| |
|  |                                                             |
|  | Bathyteuthida                                               |
|  |                                                             |
|  | Oegopsida                                                   |
|  |                                                             |

|  | Bathyteuthida |
|  |               |
|  | Oegopsida     |
|  |               |

|  | ماهی مرکب دم‌کل (bobtail squid) |
|  |                                |
|  | Idiosepida                     |
|  |                                |

|  | Myopsida                                                    |
|  |                                                             |
|  | \| \| Bathyteuthida \| \| \| \| \| \| Oegopsida \| \| \| \| |
|  |                                                             |
|  | Bathyteuthida                                               |
|  |                                                             |
|  | Oegopsida                                                   |
|  |                                                             |

|  | Bathyteuthida |
|  |               |
|  | Oegopsida     |
|  |               |

|  | ماهی مرکب دم‌کل (bobtail squid) |
|  |                                |
|  | Idiosepida                     |
|  |                                |

|  | Myopsida                                                    |
|  |                                                             |
|  | \| \| Bathyteuthida \| \| \| \| \| \| Oegopsida \| \| \| \| |
|  |                                                             |
|  | Bathyteuthida                                               |
|  |                                                             |
|  | Oegopsida                                                   |
|  |                                                             |

|  | Bathyteuthida |
|  |               |
|  | Oegopsida     |
|  |               |

|  | ماهی مرکب دم‌کل (bobtail squid) |
|  |                                |
|  | Idiosepida                     |
|  |                                |

|  | Myopsida                                                    |
|  |                                                             |
|  | \| \| Bathyteuthida \| \| \| \| \| \| Oegopsida \| \| \| \| |
|  |                                                             |
|  | Bathyteuthida                                               |
|  |                                                             |
|  | Oegopsida                                                   |
|  |                                                             |

|  | Bathyteuthida |
|  |               |
|  | Oegopsida     |
|  |               |

|  | ماهی مرکب دم‌کل (bobtail squid) |
|  |                                |
|  | Idiosepida                     |
|  |                                |

|  | Myopsida                                                    |
|  |                                                             |
|  | \| \| Bathyteuthida \| \| \| \| \| \| Oegopsida \| \| \| \| |
|  |                                                             |
|  | Bathyteuthida                                               |
|  |                                                             |
|  | Oegopsida                                                   |
|  |                                                             |

|  | Bathyteuthida |
|  |               |
|  | Oegopsida     |
|  |               |

|  | ماهی مرکب دم‌کل (bobtail squid) |
|  |                                |
|  | Idiosepida                     |
|  |                                |

|  | Myopsida                                                    |
|  |                                                             |
|  | \| \| Bathyteuthida \| \| \| \| \| \| Oegopsida \| \| \| \| |
|  |                                                             |
|  | Bathyteuthida                                               |
|  |                                                             |
|  | Oegopsida                                                   |
|  |                                                             |

|  | Bathyteuthida |
|  |               |
|  | Oegopsida     |
|  |               |

|  | ماهی مرکب دم‌کل (bobtail squid) |
|  |                                |
|  | Idiosepida                     |
|  |                                |

|  | Myopsida                                                    |
|  |                                                             |
|  | \| \| Bathyteuthida \| \| \| \| \| \| Oegopsida \| \| \| \| |
|  |                                                             |
|  | Bathyteuthida                                               |
|  |                                                             |
|  | Oegopsida                                                   |
|  |                                                             |

|  | Bathyteuthida |
|  |               |
|  | Oegopsida     |
|  |               |

|  | ماهی مرکب دم‌کل (bobtail squid) |
|  |                                |
|  | Idiosepida                     |
|  |                                |

|  | Myopsida                                                    |
|  |                                                             |
|  | \| \| Bathyteuthida \| \| \| \| \| \| Oegopsida \| \| \| \| |
|  |                                                             |
|  | Bathyteuthida                                               |
|  |                                                             |
|  | Oegopsida                                                   |
|  |                                                             |

|  | Bathyteuthida |
|  |               |
|  | Oegopsida     |
|  |               |

محدود کردن تبارزایی داخلی سرپایان دشوار است. بسیاری از تکنیک‌های مولکولی اتخاذ شده‌اند، اما نتایج حاصل متناقض هستند. ملوانک تمایل دارد به عنوان یک گروه بیرونی در نظر گرفته شود، در حالی که ماهی مرکب جهنمی یک گروه بیرونی برای سایر ماهی‌های مرکب تشکیل می‌دهد. با این حال، در یک تجزیه‌وتحلیل، ملوانک‌واران، هشت‌پاها و توتیدها (teuthids) به صورت چندتایی (polytomy) رسم می‌شوند. برخی از تبارزایی‌های مولکولی، نیام‌داران معدنی شده (مارپیچه‌ها، Sepia، و Metasepia) را به عنوان یک تبارشاخه (کلاد) بازیابی نمی‌کنند. با این حال، برخی دیگر این کلاد ظاهراً سختگیر را بازیابی می‌کنند، با مارپیچه‌ها به عنوان یک گروه خواهر Sepia و Metasepia در یک تبارشاخه که احتمالاً قبل از پایان تریاس از هم جدا شده بودند.
تخمین‌های مولکولی برای واگرایی کلاد متفاوت است. یک تخمین «از نظر آماری قوی» نشان می‌دهد که ملوانک در حدود ۴۱۵ ± ۲۴ میلیون سال پیش از هشت‌پا جدا شده است.

### طبقه‌بندی

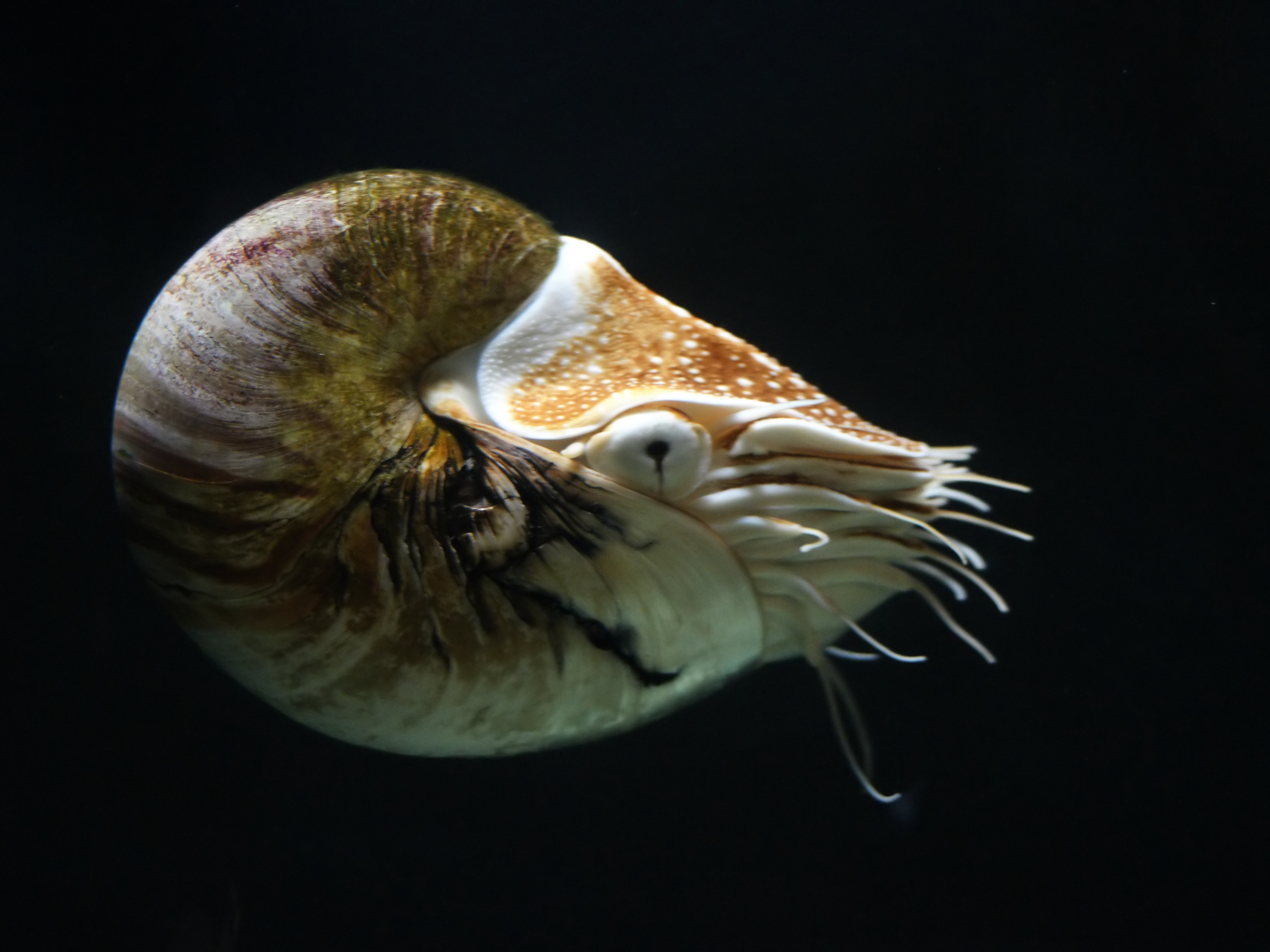
Chambered nautilus (Nautilus pompilius)

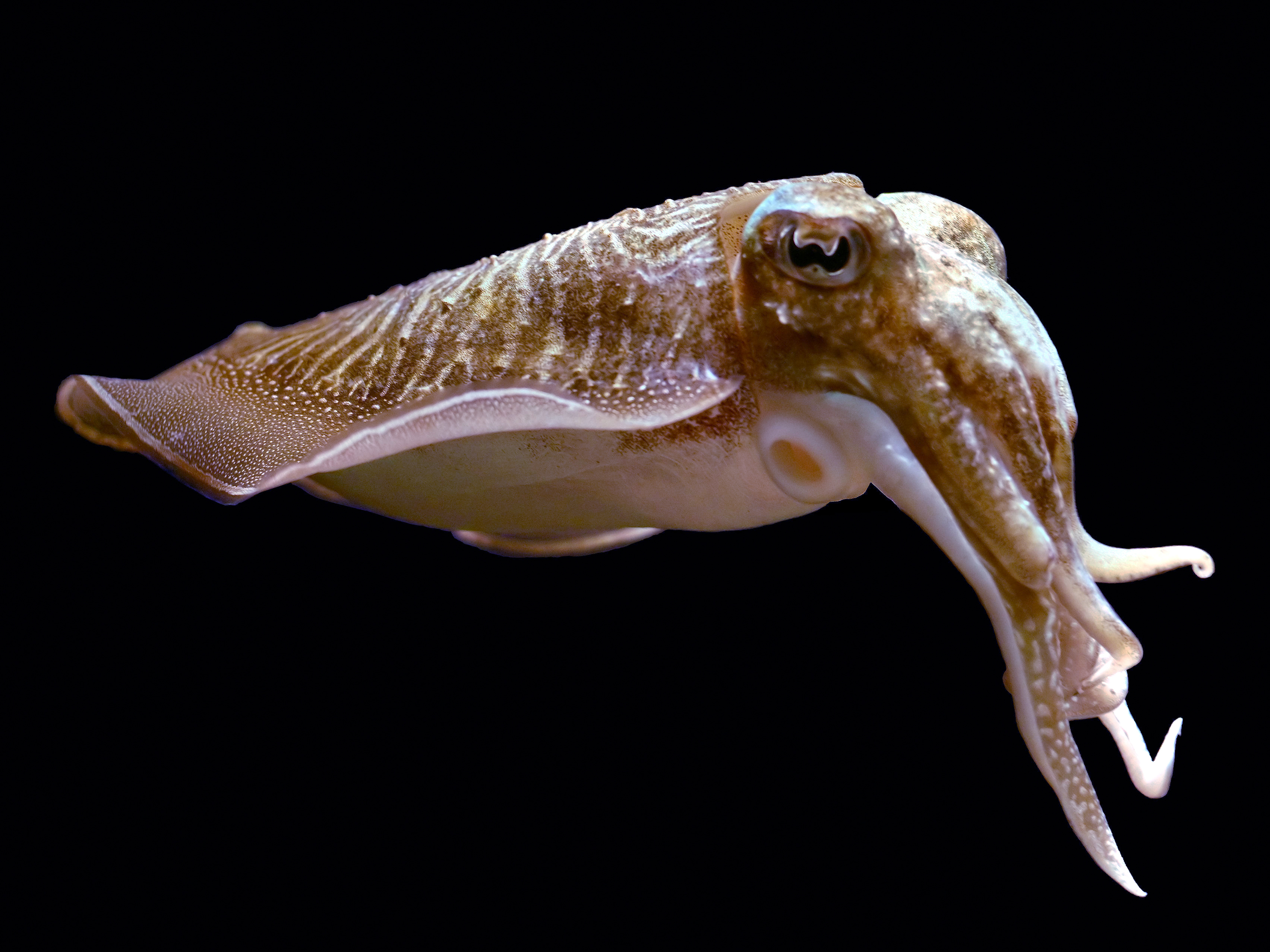
سپیداج معمولی (Sepia officinalis)

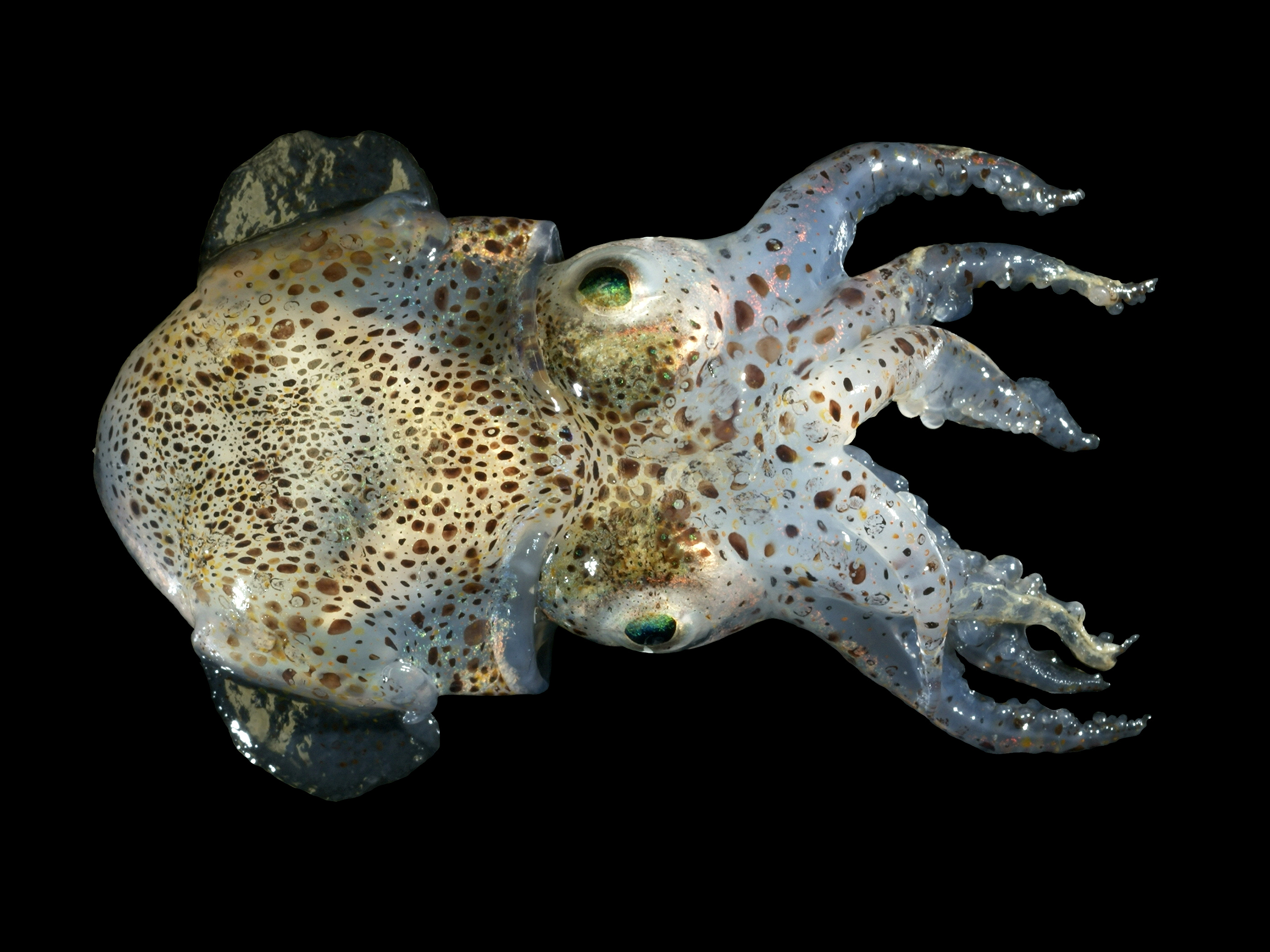
Atlantic bobtail (Sepiola atlantica)

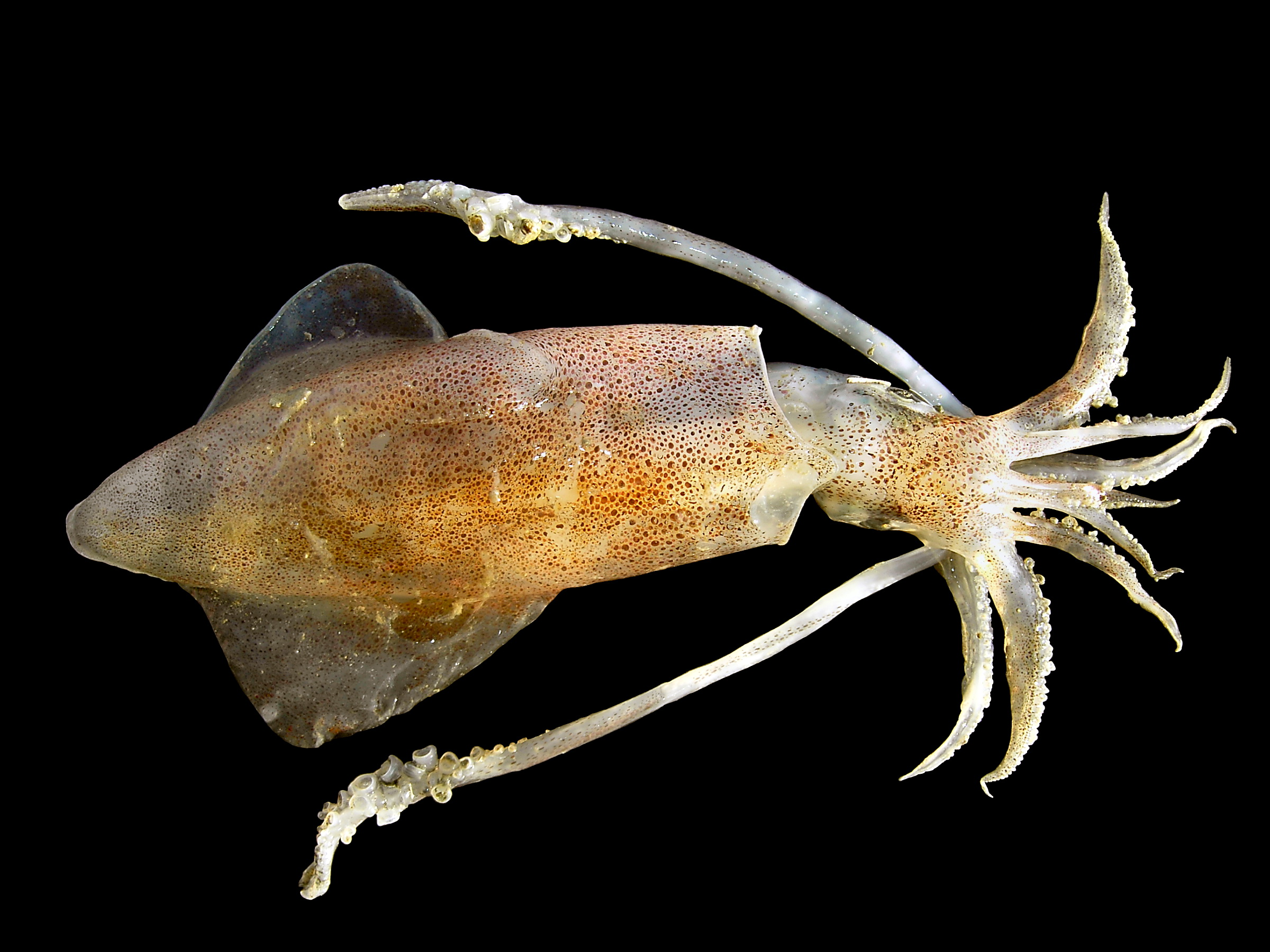
ماهی مرکب اروپایی (Loligo vulgaris)

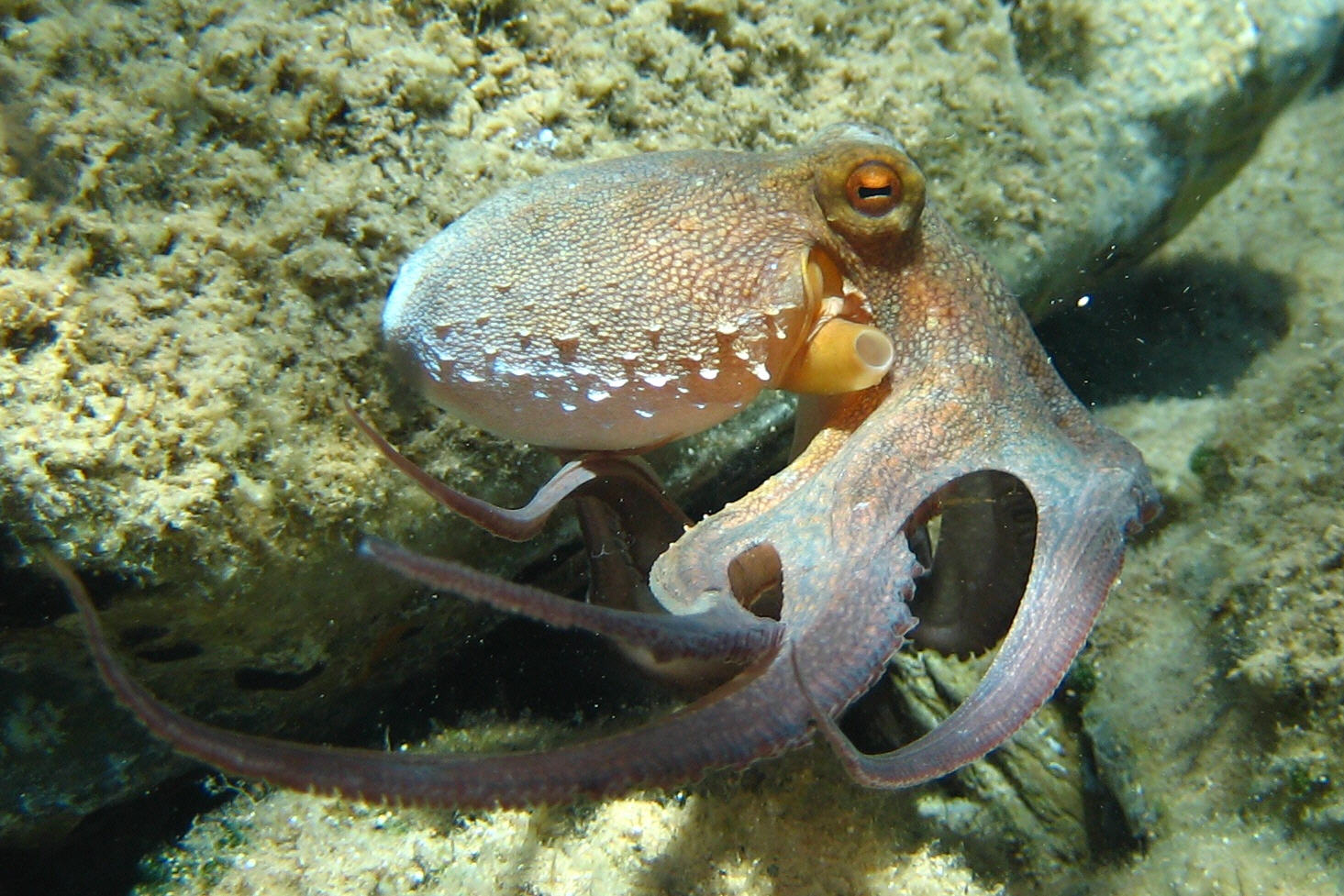
هشت‌پای معمولی (Octopus vulgaris)

طبقه‌بندی ارائه شده در اینجا، برای سرپایان اخیر، عمدتاً از «طبقه‌بندی فعلی سرپایان اخیر» (مه ۲۰۰۱) پیروی می‌کند. برای سرپایان فسیلی، از Arkell et al. 1957, Teichert and Moore 1964, Teichert 1988 و دیگران گرفته شده است. این سه زیر رده سنتی هستند که با سه دسته سرپایان شناخته شده توسط Bather مطابقت دارند.
طبقه‌بندی‌های دیگر متفاوت هستند، در درجه اول در نحوه ارتباط دسته‌بندی‌های مختلف ده‌پاسانان و اینکه آیا آنها باید راسته باشند یا خانواده.

#### طبقه‌بندی فوق خانواده‌ای رساله
این طبقه‌بندی قدیمی‌تر است که طبقه‌بندی‌های یافت شده در بخش‌های K و L از «رساله دیرینه‌شناسی بی‌مهرگان» را ترکیب می‌کند، که اساس طبقه‌بندی‌هایی را که بعداً آمده‌اند، تشکیل می‌دهد و تا حد زیادی در آنها حفظ می‌شود.
ناتیلوییدها (Nautiloids) به‌طور کلی (Teichert and Moore, 1964) به ترتیبی که داده شده است، می‌باشند.
Class Cephalopoda († indicates انقراض groups)
- Subclass ملوانک‌وارانea: Fundamental ectocochliate cephalopods that provided the source for the Ammonoidea and Coleoidea.
  - Order † Plectronocerida: the ancestral cephalopods from the کامبرین Period
  - Order † Ellesmerocerida (الگو:Ma/2 Ma)
  - Order † Endocerida (الگو:Ma/2 Ma)
  - Order † Actinocerida (الگو:Ma/2 Ma)
  - Order † Discosorida (الگو:Ma/2 Ma)
  - Order † Pseudorthocerida (الگو:Ma/2 Ma)
  - Order † Tarphycerida (الگو:Ma/2 Ma)
  - Order † Oncocerida (الگو:Ma/2 Ma)
  - Order ملوانک‌سانان (extant; 410.5 Ma to present)
  - Order † راست‌شاخچه‌سانان (الگو:Ma/2 Ma)
  - Order † Ascocerida (الگو:Ma/2 Ma)
  - Order † Bactritida (الگو:Ma/2 Ma)
- Subclass † شاخ‌قوچی: Ammonites (الگو:Ma/2 Ma)
  - Order † شاخ‌قوچی گوشه‌دار (الگو:Ma/2 Ma)
  - Order † Ceratitida (الگو:Ma/2 Ma)
  - Order † شاخ‌قوچی‌سانان (الگو:Ma/2 Ma)
- Subclass نیام‌داران (410.0 Ma-Rec)
  - Cohort † Belemnoidea: Belemnites and kin
    - Genus † Jeletzkya
    - Order † Aulacocerida (الگو:Ma/2 Ma)
    - Order † Phragmoteuthida (الگو:Ma/2 Ma)
    - Order † Hematitida (الگو:Ma/2 Ma)
    - Order † فشنگچه (الگو:Ma/2 Ma)
    - Genus † Belemnoteuthis (الگو:Ma/2 Ma)

  - Cohort Neocoleoidea
    - Superorder ده‌پاسانان (also known as Decabrachia or Decembranchiata)
      - Order مارپیچه‌گان: Ram's horn squid
      - Order سپیداج: cuttlefish
      - Order ماهی مرکب دم‌کل: pygmy, bobtail and bottletail squid
      - Order Idiosepida
      - Order Oegopsida: neritic squid
      - Order Myopsida: coastal squid
      - Order Bathyteuthida

    - Superorder هشت‌پاریختان (also known as Vampyropoda)
      - Family † Trachyteuthididae
      - Order خون‌آشام‌ریختان: Vampire squid
      - Order هشت‌پا: octopus

    - Superorder † Palaeoteuthomorpha
      - Order † Boletzkyida